# ファミリーマート
ファミリーマート（英: FamilyMart、通称：ファミマ）は、日本発祥であるコンビニエンスストア（CVS）の店舗ブランド。伊藤忠商事グループの株式会社ファミリーマートによって運営されている。旧セゾングループ（西武流通グループ）。

## 概要
日本国内は全都道府県に店舗があり、店舗数は16,253店舗（2024年10月31日現在）でセブン-イレブンに次ぐ業界2位となっている。鹿児島県・沖縄県ではシェア1位である。ほとんどの店舗が24時間終日営業であるが、近鉄、JR九州などの鉄道事業者とフランチャイズ契約を結んだ駅構内の店舗や、大学キャンパス、企業の社内売店などでは終日営業せず、時間を限定して営業している。設立当初のファミリーマートは、加盟以前の店名の併記を認める、同業他社製品の仕入れを認めるなどの、オーナーの裁量による店舗の独自性を重視した。ファミリーマートは、地方の有力企業との提携による合弁方式で営業責任を負う、エリアフランチャイズを積極的に進めたことが下支えとなり、バブル経済崩壊後にも堅調に成長を続け、1990年代半ばにはセブンイレブン、ローソンに次ぐ業界3位の地位を固めた。米国企業との提携で発足したセブン-イレブン等と異なり独自にチェーンシステムを開発し、CVS事業を立ち上げたため営業エリア展開に縛りがなく、比較的早くからアジア各国に地元企業と合弁で進出している。以前はCVS専業ではなくフランチャイズビジネスの新業態開発もしていた。
1973年9月、セゾングループ（旧・西武流通グループ）で総合スーパー（GMS）事業を担ってきた株式会社西友ストアー（現・株式会社西友）が埼玉県狭山市内にCVSの実験店舗として狭山店（1985年に入曽店に改称）を開設。1976年にはCVS事業をファミリーマートと命名しFCオーナーの募集を開始した。1978年には千葉県船橋市内にFC1号店が開業する。そして1981年には、株式会社西友ストアー（当時）から独立し株式会社ファミリーマートが発足した。従業員約100名は、全員西友ストアー出身者であった。店舗僅少時から受発注システムの開発に力を入れ、1980年には西武情報センター（現：セゾンテクノロジー）、富士通と共に構築にあたったオンラインシステムであるファミリーラインが稼働を開始している。また1987年12月には、セゾングループとして5社目となる株式公開を果たし東証2部に上場している（1989年同1部に指定替え）。セゾングループの社長であった堤清二は当初「零細企業を潰してはいけないのでコンビニ事業には参入しない」という意向であったが、社内の後押しがあってコンビニ事業展開に踏み切ったとされる。
1994年、親会社であった西友のノンバンク子会社であった東京シティファイナンスの再建にあたって、整理資金捻出のため、西友が所有していたファミリーマート株を海外ファンド等への放出を開始し、1998年2月には、渡辺紀征西友社長（当時）から丹羽宇一郎伊藤忠商事副社長（当時）に対し、ファミリーマート株の買い取りを申し入れ、伊藤忠がそれを受諾。同社グループ企業であるファミリーコーポレーションに西友がファミリーマート株を譲渡し、西友はファミリーマートの経営から退いた。現在は伊藤忠グループに属し、伊藤忠商事から商品供給体制に対するアドバイス・サポートなどの協力を得て事業を行っている。旧法人初代社長の沖正一郎をはじめ西友子会社時代も含め、旧法人の歴代社長はすべて同社出身であった（初代法人が社名を変更した、ユニー・ファミリーマートホールディングスがこの流れを継承。現法人は、社名をファミリーマートに変更して以降に限定しても、伊藤忠に一時在籍したことがある澤田貴司が就任したのみで、伊藤忠から派遣された社長はいない）。なお伊藤忠グループ傘下となってからも、無印良品の販売など旧セゾングループ構成企業との一定の関係は堅持されていた が、2019年1月28日で販売を終了した。また、旧セゾングループは西武グループから分裂したものであり、もう1つの片割れである西武ホールディングスとも西武鉄道と提携し、西武線沿線で駅中コンビニ事業のTOMONY（トモニー）を展開するなど一定の関係がある。
2007年7月10日、コンビニ業界で初めてiD、Edy（現：楽天Edy）の共用端末が使用できるようになった。Edyが全店舗で利用できるコンビニは、旧am/pm、旧サークルKサンクス、ポプラグループに次いで4社目である。なお、商品代金のクレジットカードによる決済は、長らくファミリーマートの会員カードであるファミマTカードのみ可能であったが、2011年（平成23年）11月29日より他社発行のクレジットカードが利用できるようにシステムを変更した。ファミマクレジット（ファミマTカード発行元）が発行している「TSUTAYA Wカード」も、2011年11月29日以降、ファミマ店頭でクレジット払いが出来るようになった。なお、先述のとおりこれ以前から電子マネーのiDや楽天Edyでの支払いができるので、iD機能付きのクレジットカードやクレジットカードに紐付けされたiD、クレジットカードでチャージした楽天Edy等を利用することでどの会社が発行したクレジットカードでも実質的に使用が可能であった。
2015年3月10日、同業のサークルKやサンクスを日本国内で運営しており東海地方を基盤とするユニーグループ・ホールディングスとの間で経営統合へ向けた協議を開始すると発表し、翌2016年1月27日には「同年9月1日付けでユニーグループHDと経営統合した上で同社を吸収合併して持株会社『ユニー・ファミリーマートホールディングス株式会社』に転換の上、CVS事業をサークルKサンクスへ吸収分割にて継承させ、サークルKサンクスの社名をファミリーマートに改称させる。そこから3年かけてサークルKとサンクスの店舗を順次ファミマに切り替える。」と発表した。この統合により株式会社ファミリーマートの、ファミリーマート、サークルK、サンクスの3ブランドの合計店舗数は17,600店舗近くとなり、同業首位のセブン-イレブンジャパンと並ぶ国内最大級のコンビニチェーングループが誕生することとなる。それ以前にファミリーマートはam/pmを統合しているほか、2015年3月13日には東海地方が地盤のCVSであるココストアの買収へ向け最終調整に入ったとも伝えられ、同10月1日付で、130億円を投じココストアの全株式を取得し完全子会社化した。ココストアは同12月1日、ファミマに吸収合併され解散となり、ファミマ内に「ココストア事業・統合本部」を設けた。また、エブリワンの屋号はサークルKサンクス合併直前の2016年8月31日までに、ココストアは同年10月31日までにミツウロコ譲渡分を除き「ファミリーマート」に転換、公式サイトも閉鎖された。2019年9月1日付で、ファミリーマートは親会社のユニー・ファミリーマートホールディングスに吸収合併され、ユニー・ファミリーマートホールディングスは社名を「ファミリーマート」に変更した。

### ロゴマーク
かつては、ロゴはポップ調のフォントで、太陽と星を使った「スマイルスターアンドサン」と呼ばれるシンボルマークを使用していたが、1992年に（ポールのデザインは1998年に）現在のロゴマークに変更された（ただし、「スマイルスターアンドサン」は現在でも入り口横の窓に貼られている）。現在のロゴマークは電通と原田進のデザインによるもので、2016年のユニーとの統合の際にマイナーチェンジされた。

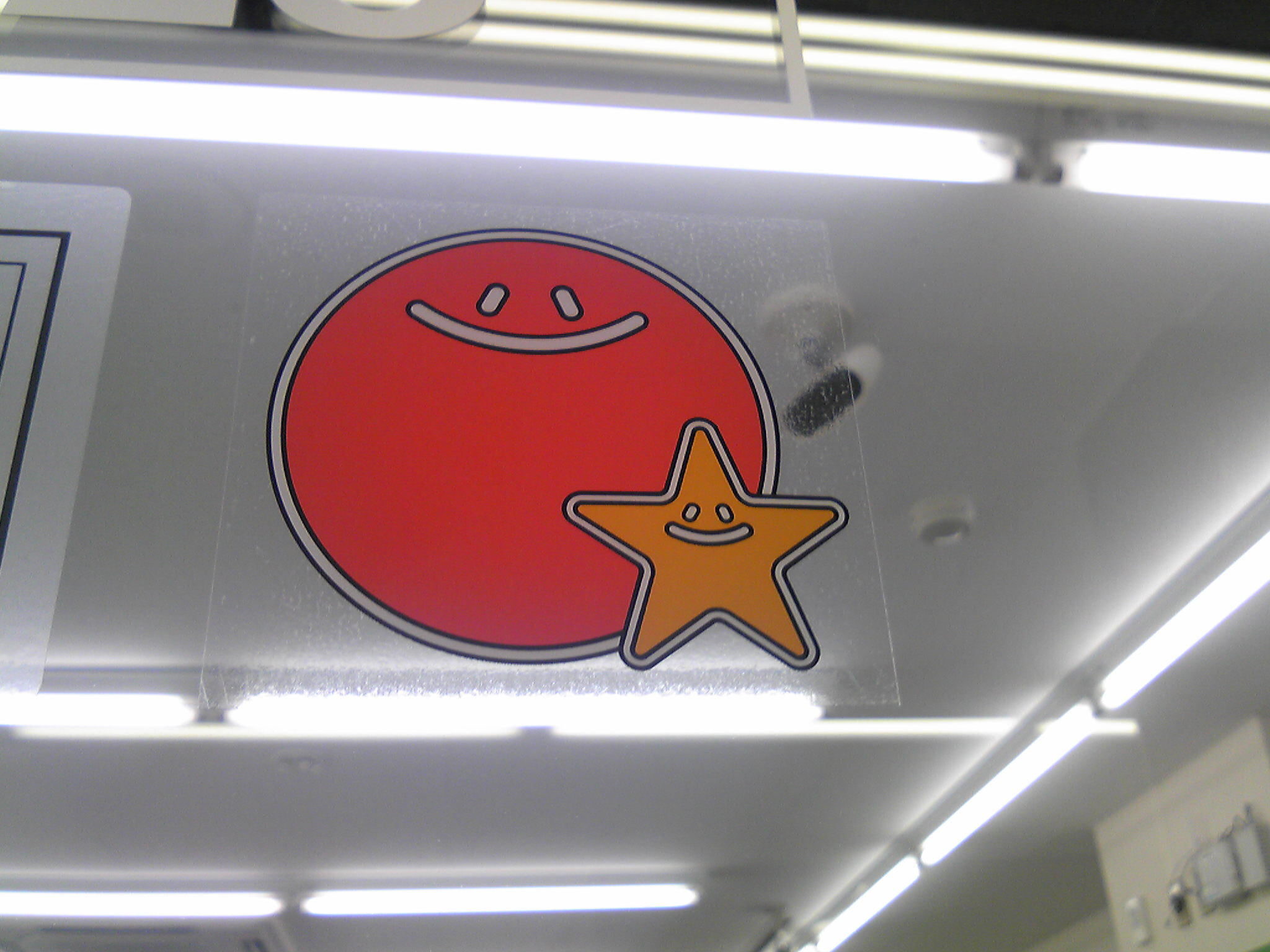
創業時よりあるスマイルスターアンドサン
マイナーチェンジする前のロゴ。その後ユニー･ファミリーマートホールディングスとなってロゴがマイナーチェンジされた。

## 沿革

### 1970年代

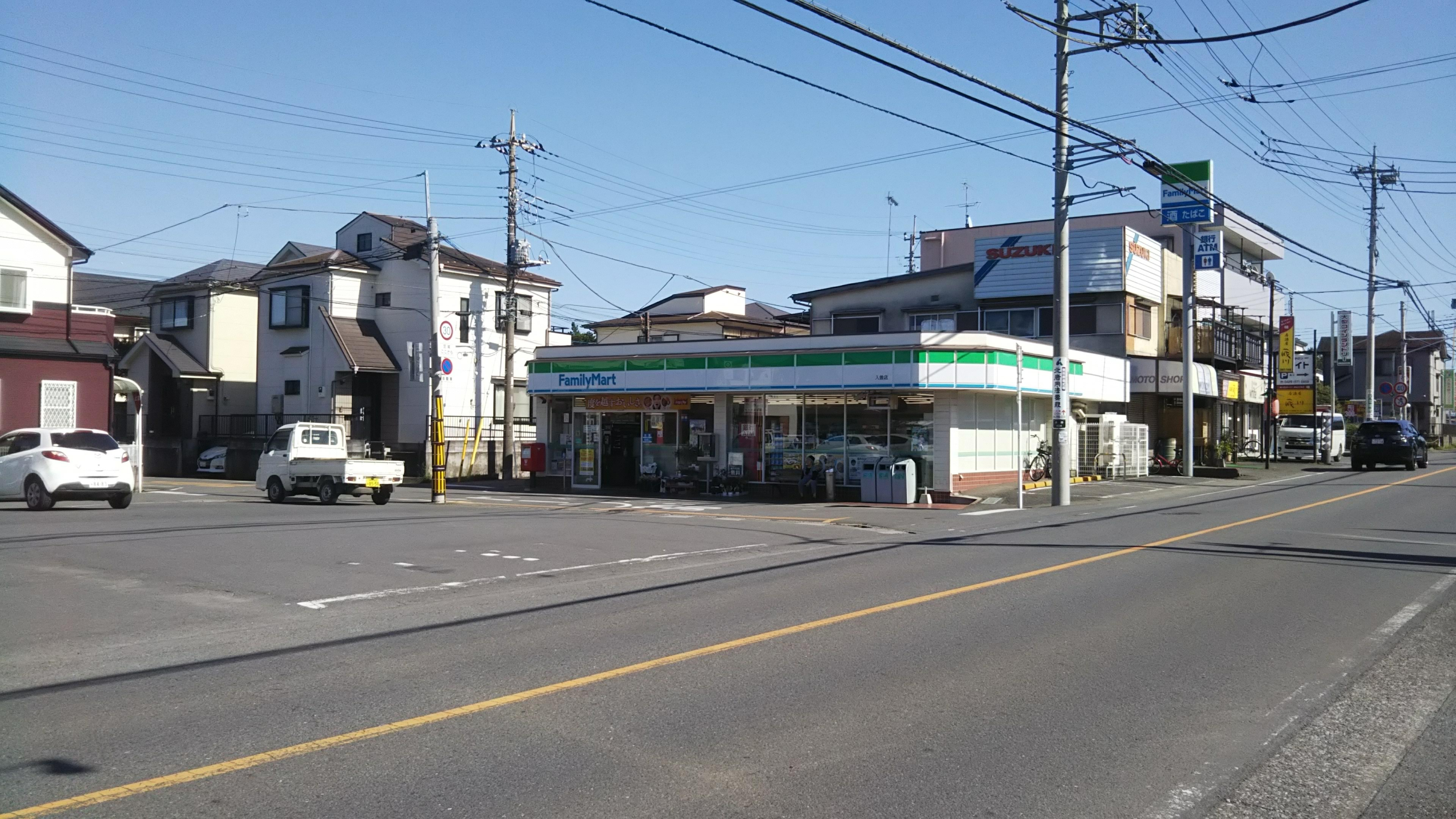
ファミリーマート入曽店（2020年9月撮影）

- 1972年（昭和47年）9月 - 株式会社西友ストアー（現・西友）が、社内の企画室に小型店担当を設置。
- 1973年（昭和48年）9月 - 実験店舗として埼玉県狭山市水野に1号店である狭山店を開店（1985年に入曽店に改称）[6][23]。
- 1975年（昭和50年）5月 - 実験第4号店が東京都清瀬市に開店（秋津店）。
- 1976年（昭和51年） - 店舗の屋号をファミリーマートと命名しフランチャイズオーナーの募集を開始。
- 1978年（昭和53年）
  - 3月 - 株式会社西友ストアー社内に、ファミリーマート事業部発足。
  - 4月 - 実験第1号店をフランチャイズ店に変更し事業を開始。
  - 8月 - 一般募集フランチャイズ1号店の大閣三山店（千葉県船橋市）開店（現在の船橋三山八丁目店の向かい）。

### 1980年代
- 1980年（昭和55年）4月 - コンピュータとバーコード付発注台帳による発注システム（ファミリーライン）が稼働開始。
- 1981年（昭和56年）
  - 9月1日 - 西友ストアーのCVS事業をファミリーマート（初代）に分社。
  - 11月 - 国内出店数100店舗達成。
- 1982年（昭和57年）7月15日 - 関西第1号店である吹田寿店を実験店として開店する[24]。
- 1987年（昭和62年）2月 - 国内出店数1,000店舗達成。
- 1988年（昭和63年）
  - 台湾への進出を開始[25]。
  - ファミリーマートと沖縄県の百貨店であるリウボウが共同出資して沖縄ファミリーマートを設立し沖縄県に進出する[26]。

### 1990年代
- 1992年（平成4年）4月 - スマイルスターアンドサンから現在のロゴマークに変更。
- 1995年（平成7年）6月 - 小型酒販店向けの新業態「FALICO」の展開開始。
- 1997年（平成9年）
  - 9月1日 - 湘南研修センター竣工。
  - 9月7日 - 福島地区の物流基盤として「福島総合センター」竣工。
- 1998年（平成10年）
  - 2月 - 運営会社の筆頭株主が西友から伊藤忠商事になったことにあわせ、ポールサインを変更。
  - 3月26日 - 和歌山今福店を出店し、和歌山県への出店開始。
  - 10月1日 - QUOカード決済の取扱い開始。
- 1999年（平成11年）
  - 9月2日 - 三越とギフト商品の販売で提携。
  - 10月8日 - 都内3店舗にイーネットATMサービスの開始。

### 2000年代
- 2000年（平成12年）
  - 10月30日 - ファミマ・ドット・コムがサービスを開始。
  - 12月20日 - 大和町一丁目店を出店し、山口県への出店開始。
- 2001年（平成13年）
  - 3月22日 - 香川県への出店を開始。
  - 4月1日 - サッカー日本代表のサポーティングカンパニーとなる。
  - 9月20日 - 山形地区の物流基盤として「山形総合センター」竣工。
- 2002年（平成14年）5月7日 - 都内の一部店舗でユピカードサービス展開開始。
- 2003年（平成15年）
  - 1月24日 -  京滋セイコーマート(譲渡店舗数28店舗)をセイコーマートより譲受。
  - 12月9日 - 松山三番町四丁目店出店し、愛媛県への出店を開始。
- 2004年（平成16年）
  - 3月26日 - 南沖洲店を出店し、徳島県への出店を開始。
  - 6月25日 - 兵庫セイコーマートから兵庫県・鳥取県の17店を譲り受け、はくと海岸店を出店し、鳥取県への出店開始。
  - 9月7日 - ファミマカードの展開を開始。
  - 9月14日 - 四国地区の物流基盤として香川総合センター竣工。
  - 9月28日 - JR大宮駅〜浦和駅間25店舗と品川駅港南口店で、Suicaショッピングサービスを先行導入。
  - 10月5日 - 高知南はりまや町店を出店し、高知県への出店を開始。
- 2005年（平成17年）
  - 5月12日 - 松江江島大橋店を出店し、島根県への出店開始。
  - 5月27日 - 諏訪南インター店を出店し、長野県への出店開始。
  - 6月21日 - クロネコメール便取り扱い開始。
  - 8月19日 - 新潟県への出店を開始[27]。
  - 10月18日 - 岩手県、山形県、宮城県、福島県、新潟県の477店舗でヤマト運輸の「宅急便県内当日便」サービス開始。
  - 10月25日 - 23区内の221店舗でSuica決済の取り扱い開始。
  - 12月14日 - 秋田御所野湯本店を出店し、秋田県への出店開始。
- 2006年（平成18年）
  - 5月2日 - 八戸青葉二丁目店を出店し、青森県への出店開始[28]。
  - 7月7日 - 北海道エリアフランチャイザー：北海道ファミリーマートによる札幌本町1条店を出店。これをもって全都道府県出店を達成[29]。
- 2007年（平成19年）
  - 7月10日 - 全店舗にiDとEdy（現：楽天Edy）を導入。
  - 7月 - 首都圏および新潟県の全店、東北地方の一部のJR東日本沿線の店舗に、Suicaショッピングサービスを導入。
  - 11月20日 - ティーポイントと提携。
  - 12月10日 - 大阪府の一部店舗（JR南田辺駅前店）にICOCA電子マネーを試験的に導入。
- 2009年（平成21年）
  - 3月14日 - JR北海道沿線の札幌地区・約30店に、Kitaca電子マネー導入。
  - 5月12日 - JR西日本エリアの関西2府4県および岡山・広島地区の店舗（当初は約520店・一部店舗のみ）に、ICOCA電子マネーを導入。
  - 10月13日 - イオンの展開する電子マネー「WAON」を全店導入（西武鉄道と共同展開する「TOMONY」を除く）。

### 2010年代
- 2010年（平成22年）6月7日 - 福岡県内全店および、佐賀県内の一部店舗にて、SUGOCA電子マネーを追加。
- 2011年（平成23年）
  - 3月29日 - JR東海のTOICA電子マネーが、愛知・岐阜・三重・静岡各県の一部、計118店舗に導入。
  - 6月1日 - 関西地区のam/pmの一部店舗から、順次ファミリーマートへの転換を開始。
  - 7月7日 - 近畿日本鉄道が駅構内で運営するam/pmの6店舗をファミリーマートに転換することに合意する。
  - 11月25日 - おとなコンビニ研究所のフラッグシップショップ「ファミリーマート代官山店」開店。
  - 11月29日 - 全国のファミリーマートで、JCB、VISA、MasterCard、American Express、Diners Club が利用可能になる。
  - 12月10日 - am/pm全店舗の営業終了しファミリーマートへ切り替え[30]。
- 2012年（平成24年）
  - 4月2日 - 中国杭州市に出店開始。
  - 6月25日 - 中国四川省成都市に出店開始。
  - 6月以降 - 韓国内での名称が、順次「CU ウィズ・ファミリーマート」に変更になる。
  - 9月30日 - 中国国内の総店舗数が1000店舗達成。
  - 10月16日 - インドネシアに出店開始。
- 2013年（平成25年）
  - 3月1日 - 近畿日本鉄道駅売店のファミリーマートへの転換を発表[31]。
  - 4月7日 - フィリピンへの出店開始。
  - 10月15日 - 東京都中野区などで計4店を同日に開き、日本のCVS業界ではセブン-イレブン・ジャパン、ローソンに次ぎ3社目となる国内店舗数10,000店達成[32]。
- 2014年（平成26年）
  - 7月5日 - Tポイントの1ポイントあたりのレートを200円（税込・値引前）に引き上げるとともに、大手コンビニチェーンとしては初となるランクアップサービス「ファミランク」を導入[33]。
  - 7月23日 - 『まいどおおきに食堂』を展開するフジオフードシステム（大阪府大阪市）と共同でコンビニと食堂の一体型店舗「ファミリーマート+まいどおおきに食堂東池袋四丁目店」を開店。
  - 8月13日 - 第一興商（品川区）と共同でCVSとカラオケボックス店の一体型店舗「ファミリーマート＋カラオケDAM松戸栄町西四丁目店」を出店。
  - 8月27日 - 山口県宇部市に初出店。
  - 8月29日 - 『食品スーパーのイズミヤ（大阪市）と共同出店のファミリーマート×イズミヤ寺田町東を出店。
  - 9月26日 - 山口県山陽小野田市に初出店。
  - 9月29日 - 安曇野総合センター（長野県安曇野市）稼働開始。
  - 10月10日 - 沖縄ファミリーマートが石垣島への出店を開始。
  - 10月14日 - 湘南薬品の一体型店舗1号店として、「ファミリーマート＋湘南薬品ホンマチ薬局店」（神奈川県藤沢市）を出店。
  - 10月20日 - 『食品スーパーのカスミ（茨城県つくば市）と共同出店のファミリーマート＋上青木店を出店。
- 2015年（平成27年）
  - 4月21日 - 日本ATMとの提携の下に、ファミマ!!サピアタワー店内に 「銀行手続の窓口」の第1号店を開設[34][35]。
  - 7月29日 - 仙台市交通局が運営する仙台市地下鉄南北線の仙台駅構内などに設置される3売店がファミリーマートに転換して営業を開始[36][37]。
  - 11月27日 - TSUTAYAとの包括提携契約に基づく一体型店の1号店であるファミリーマートTSUTAYA長尾店（大阪府枚方市）が開店[38][39]。
  - 11月30日 - セルフレジの導入開始[40]。
- 2016年（平成28年）
  - 4月12日 - マレーシアの食品加工企業であるQLリソーシーズとライセンス契約を締結し、同国での展開を開始すると発表[41]。
  - 4月29日 - JA全農の大型農産物直売所との初めての一体型店舗であるファミリーマート・全農ふれっしゅ広場が愛媛県東温市にオープン。
  - 8月31日 - エブリワンの全店舗を営業終了、ファミリーマートへ切り替え[42]。
  - 9月1日 - 運営母体の変更（初代・ファミリーマートから2代目・ファミリーマートへ）にあわせてロゴマークが24年ぶりに変更され、従来の緑と水色の間に細目の白が入った。
  - 10月31日 - ココストア全店舗の営業終了しファミリーマートへ切り替え[注 3][43]。
- 2017年（平成29年）2月28日 - 中部3県では初出店となる複合店舗（薬局とコンビニ）を愛知県西尾市に西尾駅南店を出店した[44]。店名は同県岡崎市に本社を持つ薬局のアモスとの複合店でファミリーマート+ドラッグアモス[45]。
- 2018年（平成30年）
  - 2月14日 - 東京都大田区の加盟店の2階に新業態となる24時間営業フィットネスクラブのFit&GOを開店して出店開始[46]。
  - 3月31日 - 新業態としてコインランドリーのファミマランドリー(Famima Laundry)を出店開始[47]、コンビニエンスストア店舗に併設または一体出店される[47]。
  - 4月24日 - 電子マネーunikoの利用開始[48]。
  - 11月30日 - サークルKとサンクスの全店舗の営業終了しファミリーマートへ切り替え。経営統合時には2019年2月までの廃止が計画されていたが、計画よりも前倒しされる可能性があるとし[49]、転換した店舗の売上が好調なことなどから親会社のユニー・ファミリーマートホールディングスが2017年4月に発表した中期経営計画において約半年前倒しされる予定となった[50]。しかし、4月19日のニュースリリースにて3ヶ月下方修正された[51]。
- 2019年（平成31年・令和元年）
  - 1月28日 - 無印良品の商品取り扱いが終了[52]。
  - 9月1日 - 運営会社が組織再編により（2代目）ファミリーマートから（3代目）ファミリーマート（旧:初代・ファミリーマート）となる。
  - 11月13日 - 24時間営業見直し問題が議論される中、店主等が希望すれば営業時間の短縮（時短化）を原則として認める方針を固める[53]。
  - 11月26日 - 楽天ポイント・dポイントの取り扱いを開始[54]。これにより、旧サークルK・サンクス店ではファミリーマートとの経営統合に伴うTポイントへの切り替えやブランド転換以来[55]、約2年ぶりに楽天ポイントに対応することになる[56]。

### 2020年代
- 2020年（令和2年）
  - 3月31日 - 23時をもってunikoの取り扱いを終了[57]。
  - 7月1日 - レジ袋を有料化[58]。
  - 9月5日 - ファミペイを大幅リニューアル[59]。
- 2021年（令和3年）
  - 3月1日 - 2018年から展開を開始したFit&GOの5店舗をフィットイージー株式会社へ売却[60]。
  - 10月19日 - 「ファミリーマートコレクション」「お母さん食堂」などジャンル毎に異なっていたプライベートブランド（自社開発商品）を、この日より「ファミマル」に集約。菓子、食品、弁当、おにぎり、惣菜、日用雑貨など約810品目を展開する[61]。
- 2024年（令和6年）
  - 2月 - ファミマランドリーとして展開していたコインランドリー事業を売却し、同事業より撤退する。売却時の店舗数は30店舗ほどであった[62]。
  - 4月11日 - ローソンと共同で宮城県と岩手県、秋田県における一部商品の共同配送を開始[63]。
- 2025年（令和7年）
  - 8月31日 - Vポイント（旧Tポイント）の磁気カード取扱いを終了予定[64]。
  - 12月22日 - QUOカードの取扱いを終了予定[注 4][65]。

## 特徴

### 制服
創業以来、長らくシャツ型の制服が制定されず、個々の私服に既定のエプロンのみを着用するという方針を採っていたことで知られる。初代から3代目までがエプロンで「私服＋エプロン」、4代目から他のコンビニエンスストアと同様のシャツ型になった。
- 初代（エプロン） - 1978年8月～1982年10月。紺色のジーンズタイプのエプロンで、胸元の中央に赤いスマイルマークと黄色い星が描かれ、その下に赤字で「FamilyMart」の記載が在った。
- 2代目（エプロン） - 1982年11月～1990年6月。ビリジアングリーンとオレンジの2種類があり、ビリジアングリーンが男性用で、オレンジが女性用。胸元に白抜きで「FamilyMart」の記載。スマイルマークと星が大きく描かれていた。
- 3代目（エプロン） - 1990年7月～1999年12月。青緑と赤の2種類があり、青緑が男性用、赤が女性用。スマイルマークと星のデザインが廃止され、胸元に白抜きで「FamilyMart」の記載が在るのみだった。
- 4代目（シャツ） - 2000年1月～2005年5月。上から水色・白・緑となっている物とオレンジ・白・緑となっている物の2種類があり、上部が水色の物が男性用、オレンジの物が女性用。この代から他のコンビニと同様のシャツ型に変わり、この代の男性用制服は店頭看板を模したデザインだった。
- 5代目（シャツ・ポロシャツ） - 2005年6月～2016年。黒い作業着タイプのシャツで、男女共通。登録販売者専用の制服は同型の青色だった。この代の制服は中に襟付きのシャツ[注 5] を着て綠色のネクタイを着用することになっていた。また、これとは別に夏服用として黒い半袖のポロシャツが初めて導入され、こちらは2022年3月現在も運用中であるが、導入するかどうかは店舗の判断に委ねられている。
- 6代目（シャツ） - 2016年から現在。くすんだ感じの鈍い紺色をしたシャツ型で、中央のファスナーは青色。歴代の制服の中では最も他のコンビニと大差ないデザイン。本来は長袖であるが、肘から先の部分がファスナーになっており、切り離すことが可能。5代目の制服の一つであるポロシャツ型を導入していない店では、このシャツの肘から先の部分を切り離して半袖とした物を夏服として使用している。

この他、海外の店舗などでは日本で採用されている物と異なるデザインの制服を採用している例がみられる。

### センサーチャイム
ファミリーマートで流れる入店音は、1978年 - 1979年にかけて松下電工が発売し、2018年現在もパナソニック（旧パナソニック電工）から発売されているドアホン用センサーチャイムを採用したものであり、一般家庭や商店、入店音を統一していない他のコンビニ店舗でも使用されておりファミリーマート専用曲ではない。稲田康が作曲した『メロディーチャイムNO.1 ニ長調 作品17「大盛況」』という曲で、ヨーロッパの教会の鐘をイメージして作られた。また、サークルKやサンクスからの転換店など、使わない店舗もある。
南九州ファミリーマート運営店舗では当初使用されておらず一般的な入店音だったが、エブリワンからの転換店舗などの2016年下半期以降に開業した店舗を中心に上記のセンサーチャイムを使用するようになった。
同じく沖縄ファミリーマートでは上記のセンサーチャイムを使用しておらず一般的な入店音を使用している。これは、出店当時既に沖縄県内で展開していたホットスパーが入店音として使用していたために、異なる音のチャイムを使用したことから。
2017年（「ファミチキ先輩」の登場時）からは、CM曲としてアレンジの上使用されている。また、2019年7月より導入されたQRコード決済サービス「FamiPay」の決済音としても一時期用いられていた。
変わった使用例として、さだまさしが2018年7月に発表したアルバム『Reborn〜生まれたてのさだまさし〜』収録の「大盛況 〜生まれたてのさだまさし〜」がある。これはさだが毎年年明け直後の元日未明に放送しているNHK総合テレビの『年の初めはさだまさし』に投稿されたはがきにおいて、このセンサーチャイムにあわせて「生まれたてのさだまさし」と歌う小学生がいる、と紹介されたことに端を発し、以後さだも気に入ってコンサートで観客と合唱するようになり、フェスティバルホールで実際に歌われたのを作曲者の稲田および権利元のパナソニックに承諾を得て収録する運びとなった。

### プロ野球優勝セール
かつてセゾングループだった関係で同グループの出身である西武鉄道系のプロ野球チーム西武ライオンズの優勝もしくは応援セールを毎年10月頃行なっていた時期がある。2008年以降は奇しくもライバルチェーンであるセブン-イレブンが（百貨店の西武を運営するそごう・西武がセブン&アイ・ホールディングス傘下であることから）西武ライオンズ優勝セールを実施している。

### 公衆無線LAN
ファミリーマートでは、2013年5月29日よりSSID「Famima_Wi-Fi」にて公衆無線LANサービスを開始。（一部を除く）通信インフラはNTTデータ。暗号化は為されていないため、秘匿通信が必要な場合はVPN接続が必要と明記されている。通信会社のアクセスポイントとしては「docomo Wi-Fi」および「d Wi-Fi」に対応。2022年7月31日をもってサービス終了した（それ以降もd Wi-Fiは利用可能）。

## 店舗

### 日本での店舗展開
日本全都道府県に店舗があり また2016年にサークルKサンクスを経営統合したために、店舗数は2019年3月末時点で16,619店舗で業界2位。岩手県・石川県・福井県・愛知県・岐阜県・三重県・大阪府・奈良県・愛媛県・鹿児島県・沖縄県では店舗数1位。
西日本高速道路（NEXCO西日本）管内の店舗 は2018年3月末の契約期間満了をもってセブン-イレブンに鞍替えすることになった。
- 日本最北端店舗：滝川黄金町店（北海道滝川市）
- 日本最東端店舗：赤平店（北海道赤平市）
- 日本最西端店舗：石垣真喜良店（沖縄県石垣市）
- 日本最南端店舗：石垣八島店（沖縄県石垣市）

フランチャイズ契約をする前に個人商店等を経営していた店舗では、店名にオーナーの苗字やオーナーが経営する会社名･個人商店時代の屋号が入っていることがある。

### オペレーション削減
他の大手チェーンに先駆けて、人手不足問題の緩和やアルバイトの負担を軽減するため業務や規則の見直しを継続して実施している。販促物半減、2017年8月には大手CVSでは初となるPOSレジの客層ボタン廃止、2018年4月には大手CVSチェーンでは初となる検品廃止（実際は店舗による選択制）、2018年6月には服装基準を緩和し茶髪でもOK・あいさつの「またお越し下さいませ」廃止、2018年9月には給排水直結の新型コーヒーマシンを導入、機会ロスと廃棄ロスの削減に向けて総菜の販売期限延長を打ち出す、2019年4月にはセルフレジ1,000台導入を発表、2019年8月には中華まんやおでんの販売時間を1時間延長し廃棄ロス削減、レンジアップおでんを発表 などスタッフの働きやすさ向上に向けて取り組みが進んでいる。時短や省人化実験に関しても最大700店に及ぶ時短営業実験、顔認証による省人化店舗開発 など取り組みを進めている。

### 店舗形態

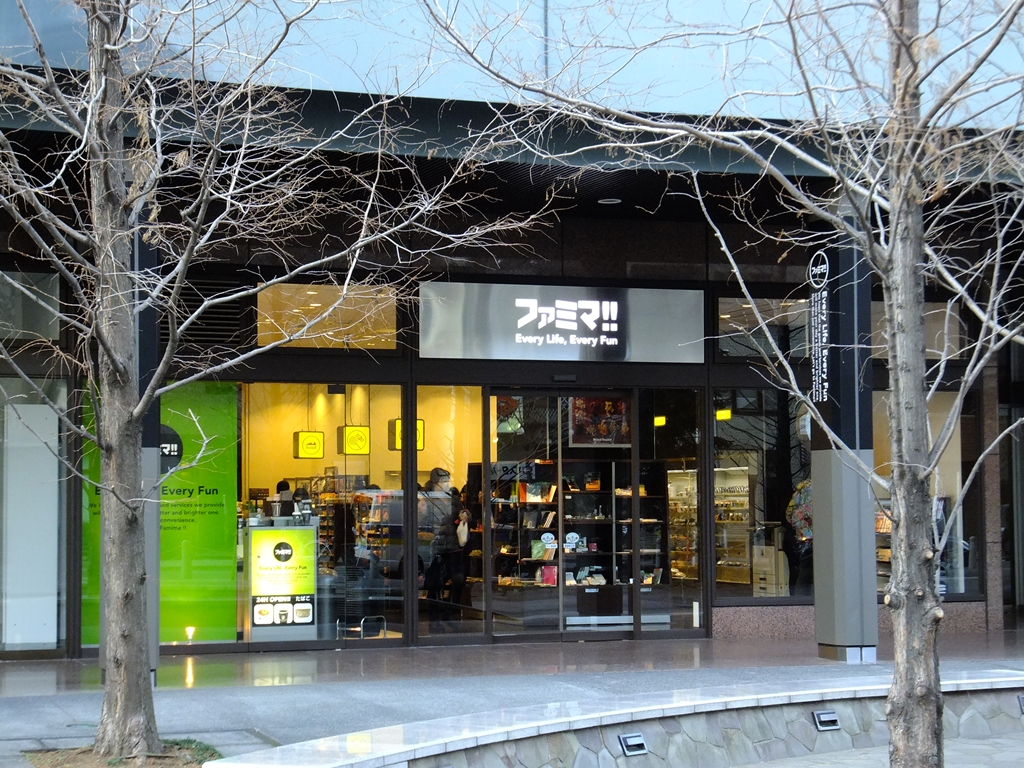
「ファミマ!!」店舗（芝パーク店）

店舗の看板などに使用されているイメージカラーは、緑・白・青 の組合せである。多くの店舗では、来客報知用チャイムとして旧松下電工時代からパナソニック電工（現：パナソニック）製のメロディサインが採用されている。
ほとんどの店舗は「ファミリーマート」名の店舗であるが、近年の店舗形態として、2003年10月より特定施設内においてその施設のコンセプトにあわせて店舗デザインや品揃えを従前と変えた店舗である「ファミマ!!」店舗がある（関東と関西を中心に展開）。また、西日本高速道路（NEXCO西日本）エリア内（中国・四国・九州地方）の20店舗には「Re SPOT」の独自ブランド名を用いているが、この店舗群については2018年3月31日をもって西日本高速道路サービス・ホールディングスがフランチャイズ契約を満了し、セブン-イレブンにリブランドされることが明らかになっている。
西武鉄道の駅構内店舗「TOMONY」は西武鉄道とファミリーマートの業務提携による店舗である。また2012年9月より、大阪メトロサービスとの提携で、大阪市営地下鉄の市内南部エリアの各駅（本町駅を含む）にあった一部の売店を転換する形で、「エキファミ」を展開（市内北部エリアはポプラが担当）していたが、2017年3月をもってフランチャイズ契約を終了している。
近畿日本鉄道（近鉄）はam/pmのエリアフランチャイジー（am/pm近鉄）であった関係から、am/pmを沿線で展開していた。am/pm近鉄はのちにカッパ・クリエイトへの譲渡で系列外（am/pm関西）となったが、一部店舗の営業を続けていた（店舗運営は子会社の近鉄リテールサービスへ委託）。am/pmのファミリーマートへの吸収により近鉄が営業していたam/pm店舗はファミリーマートへ転換されたが、2013年度より駅売店すべて をファミリーマート（愛称「近鉄エキファミ」）へ転換することとなった。
またJR九州グループのJR九州リテールが運営した自社コンビニ「生活列車」も、近鉄同様にam/pmのフランチャイズとなっていたが、現在はすべてファミマに転換している。
名古屋鉄道では、名鉄産業によるフランチャイズによりファミリーマートを展開するが、店舗名はファミリーマート エスタシオ (FamilyMart Estació) となっている。
2018年よりコインランドリーのファミマランドリーをコンビニエンスストアのファミリーマートを併設、または一体型店舗とする形で展開している。

### 特徴のある店舗

#### 教育機関
産学連携を行っている店舗について記す。
- 宇短附店（栃木県宇都宮市） - 宇都宮短期大学附属中学校・高等学校キャンパス内。購買部の役割を担っているほか、高校情報商業科のインターンシップで流通業務の学習にも役立てている。
- 関西大学店（大阪府吹田市） - 千里山キャンパス敷地内。
- 名古屋大学店（愛知県名古屋市千種区） - 東山キャンパス敷地内。全国で初の試みとなるCVSと国立大学の産学連携研究の一環。店内に研究発表用の「マルチスタディールーム」を備える。ファミリーマートの社員が講師として講義を行うことも予定。
- SmileMart（千葉県市川市） - 千葉県立特別支援学校市川大野高等学園敷地内。近隣にある市川大野町四丁目店の協力を受けている。購買部の役割を担っていることから、基本的には同校の生徒を対象にした営業ではあるが、地域住民も利用することができる[85][86]。

#### 交通機関
出店形態として特徴のあるもののみ記す。
- 関空国際貨物地区店（大阪府泉南市） - 関西国際空港保安区域内への一時立入手続が必要。またその手続きの都合上身分証明書が必須。貨物自動車ドライバーのためにシャワー室を完備している。
- 京成八千代台駅店（千葉県八千代市） - am/pmからの転換店舗と駅売店からの転換店舗が並立する事例。京成電鉄の駅売店「MINI SHOP」からファミリーマートへの転換第一弾店舗[87] として八千代台駅改札外に開店した店舗であるが、同駅改札内にはam/pmから転換した京成八千代台駅構内店も営業中である。このような事例は京成電鉄のほか東武鉄道などにもある。
- バスタ新宿店（東京都渋谷区） - 店舗周辺の敷地も含めて、全て国道20号の真上にある[88]。2023年6月に占有事業者がデイリーヤマザキに変更となるため、同年5月8日に閉店した[89]。
- 羽村駅/S店（東京都羽村市） - JR羽村駅構内に2024年3月22日に出店予定。TOUCH TO GOが開発した無人決済システムによる店舗となる予定でJR東日本の駅にファミリーマートの無人店舗が出店するのはこの店舗が初めてとなる[90]。
- みなとみらい駅店（神奈川県横浜市西区） - 横浜高速鉄道みなとみらい駅内地下1階。インターネットカフェが併設されている。
- 新幹線博多駅店（福岡県福岡市博多区） - 博多駅新幹線コンコース内。基本的にJR西日本が新幹線コンコース全体の土地を管理しており、それらに出店するコンビニは原則としてセブン-イレブンハートイン（運営はJR西日本系のジェイアールサービスネット福岡）となっている。ただし、一部の新幹線ホームの土地の地権者がJR九州で部分地上権が生じるため、JR九州系のJR九州リテールが運営する[注 11]。
  - 銘品蔵新幹線ホーム店（福岡県福岡市博多区） - 同上（新幹線博多駅店のサテライト店）。土産物や駅弁も取り扱う。こちらも地権者の関係での出店。
- 名古屋鉄道 - ファミリーマートと共同で駅ナカ業態「ファミリーマート エスタシオ」を運営。店名はカタルーニャ語で「駅」を意味する「estació」から。
  - セントレアホテルプラザ店（愛知県常滑市） - 中部国際空港アクセスプラザ内。旧サンクス店（サークルKサンクス）を改装。名古屋鉄道と共同で行っている駅ナカ業態「ファミリーマート エスタシオ」の1号店。運営は名鉄生活創研[91]。
  - 名鉄バスセンター店（愛知県名古屋市中村区） - 名鉄バスセンター3階待合室の隣に出店している。エスタシオの店舗として開店し、一般医薬品や名古屋土産も取り扱う。
  - 名鉄名古屋駅下りホーム店（愛知県名古屋市中村区） - 名鉄名古屋駅構内・1番ホーム内に出店している。
  - 名鉄名古屋駅上りホーム店（愛知県名古屋市中村区） - 名鉄名古屋駅構内・4番ホーム内に出店している。
  - これら以外にも名鉄生活総研と提携して、従来のサンコスから一部店舗をファミリーマート エスタシオへ転換している。
- 大阪市営地下鉄 - 大阪メトロサービスとの提携により、中央線を含む南エリアの駅構内（改札内、改札外含めて）での「エキファミ」と、北エリアの新大阪駅(改札口工事のため閉店済)に構内売店として出店していたが、2017年度の主要駅の売店の運営事業者入札でローソンが落札したため、2016年8月をもって全て閉鎖した。
- 近畿日本鉄道 - 「近鉄エキファミ」として、各駅構内（改札内・改札外、構内売店タイプ含む）に出店している。大半の店舗の店頭看板には、運営する近鉄リテーリングのロゴマークがファミリーマートのロゴと並んで掲示されている。
  - 鶴橋駅構内にあった鶴橋駅1番ホーム東店は、日本で一番小さなファミマ店（店舗面積約4.07m2）[92] として知られたが、2022年5月31日に閉店した[93]。
  - 鈴鹿市駅店と近鉄伏屋駅店では近鉄からの委託を受け、店舗の従業員が駅の改札業務なども行っている[94]。
  - 沿線地域の市中店舗や病院・サービスエリアの店舗にも近鉄リテーリングが運営する店舗が存在するが、これらは「近鉄エキファミ」ではなく通常のファミリーマート、もしくは「ファミマ!!」として営業している（ただし、サービスエリアの店舗、天理よろづ相談所病院店、ファミマ!!あべのハルカス店を除き看板に近鉄リテーリングのロゴは付けられている）。
- 横浜市営地下鉄 - 「はまりんコンビニ」と呼ばれており、店舗名称を「はまりん○○駅」としている。看板には横浜市交通局のマスコットキャラクター「はまりん」が、看板に表記される店名の前には電車の絵文字が書かれている。一般財団法人横浜市交通局協力会が経営。
- 仙台市地下鉄 - 一部の駅に構内売店として出店している。
- 神戸市営地下鉄 - 一部の駅に構内売店として出店していた。以前はサークルK（サークルKサンクス）であったものを転換したが、2024年に全店がデイリーヤマザキに転換され閉店した。
- イースタンドリーム号店 - 境港と東海港、ウラジオストク港を結ぶ国際航路のDBSクルーズフェリー「イースタンドリーム号」の船内店舗。韓国の現地法人が運営。その後、船会社運営の売店に変更された。
- 九州旅客鉄道 - 子会社のJR九州リテールが運営。am/pmに加え、生活列車やキヨスクなどであったものを転換。JR九州リテールは九州地方（宮崎・鹿児島両県を除く）の共同エリアフランチャイザーでもある[95]。運営店舗の多くでは看板の店舗名表示の左側にJR九州リテールのシンボルマークが掲示されている。宮崎・鹿児島両県の店舗は鉄道駅構内に所在する店舗や後述のドラッグイレブンとの共同運営店舗のみを南九州ファミリーマートの契約・委託運営という形で担当することもあり、JR九州リテールのシンボルマークは付かない。
- 九州産交バス・九州産交ランドマーク - 九州産交バス熊本営業所（西部車庫）の隣接地（上代店）や九州産交バス光の森営業所（光の森産交）の隣接地（光の森店）、SAKURA MACHI Kumamoto（サクラマチ店。旧熊本交通センター時代にも店舗があった）に出店している。

#### 官公庁内店舗
- 県庁・役所
  - 八戸市役所/S店（青森県八戸市） - 八戸市役所本館地下[96]。
  - 文京シビックセンター店（東京都文京区） - 文京区役所1階。
  - 秦野市役所前店（神奈川県秦野市） - 秦野市役所の敷地内に店舗がある。秦野市観光協会事務所を併設。秦野市役所の公的サービス（住民票の写し・印鑑登録証明書の交付等）も行う。
  - 信州朝日村店（長野県東筑摩郡朝日村） - 2018年8月1日開店。朝日村役場の庁舎敷地内にある。現在は村内に残った唯一のコンビニエンスストアで、朝日村と松本ハイランド農業協同組合との提携による[97]。
  - 豊田市役所店（愛知県豊田市） - 豊田市役所東庁舎2階。
  - 岐阜県庁店（岐阜県岐阜市） - 岐阜県庁1階。
  - 大阪市役所店（大阪府大阪市北区） - 大阪市役所庁舎内地下2階。関西私鉄・地下鉄のICカードPiTaPaでの決済に対応。
  - 和歌山市役所店（和歌山県和歌山市） - 和歌山市役所本庁舎1階。元サークルK
  - 高知市役所店（高知県高知市） - 高知市役所本庁舎1階。[98]
  - 佐賀県庁店（佐賀県佐賀市） - 佐賀県庁新行政棟地下1階。「ご当地名産品コーナー」を設置して、「白玉饅頭」や「小城羊羹」などの佐賀県銘菓や、「嬉野茶」や「有明産佐賀のり」などの特産品も販売。また、佐賀県観光パンフレットなどの行政情報誌の設置に協力。2009年7月29日開店。
  - 大分市役所店（大分県大分市) - 大分市役所内に店舗がある。市役所内店舗としては初の出店。2006年4月開店。
  - 石川県庁/S店 (石川県金沢市)  - 石川県庁舎2階。職員互助会が運営していた売店を廃止し、2025年2月10日開店。
- 自衛隊基地内店舗
  - 陸上自衛隊真駒内駐屯地店（北海道札幌市南区）- 陸上自衛隊真駒内駐屯地内。
  - 航空自衛隊入間基地店（埼玉県狭山市）- 航空自衛隊入間基地内。
  - 朝霞駐屯地店（東京都練馬区） - 陸上自衛隊朝霞駐屯地内。
  - 航空自衛隊浜松基地店（静岡県浜松市中央区）- 航空自衛隊浜松基地内。
  - 海田市駐屯地店（広島県安芸郡海田町）- 陸上自衛隊海田市駐屯地内。
  - アイランドビュー店（沖縄県那覇市） - 航空自衛隊那覇基地内。
- その他
  - 東京高等裁判所内店（東京都千代田区） - 東京高等裁判所の地下にある。
  - 大阪府警察本部店（大阪府大阪市中央区） - 大阪府警察本部庁舎地下1階（管制区域内）に店舗があり、大阪府警察関係者以外は利用できない。このことから、大阪府職員の警察職及び警察官の新卒採用説明会などでは日本一安全なコンビニであると紹介されている。
  - 福岡検察庁店（福岡県福岡市中央区） - 福岡地方検察庁の中にある。JR九州リテールが運営。

#### 病院内店舗
- つがる総合病院/S店（青森県五所川原市） - つがる総合病院内[99][100]

#### 港湾・市場内店舗
- 港湾内店舗

ポートストアが存在する。詳細はファミリーマート (企業)#特筆されるフランチャイジーを参照。
- 市場内店舗
  - 広島中央市場店（広島県広島市西区） - 卸売市場内では初の店舗で、広島中央市場内の正門側（もみじ銀行中央市場支店隣）にある。
  - 大阪府中央卸売市場店（大阪府茨木市） - 大阪府中央卸売市場内。

#### 企業内店舗
企業内売店として出店した店舗。多くの店舗では店舗検索の対象となっていない他、一般客の利用が制限されている店舗が多い。
- 日和サービス日立事業所海上店（茨城県日立市） - 日立製作所に勤務する社員・関係者向け福利厚生施設（売店）として、日立事業所海岸工場敷地内に店舗がある（関係者以外利用不可）。日和サービス（日立グループ）が運営。
- 日和サービス大みか事業所店（茨城県日立市） - 日立製作所インフラシステム社大みか事業所敷地内に店舗がある（関係者以外利用不可）。日和サービス（日立グループ）が運営。
- 日和サービス日立ハイテク店（茨城県ひたちなか市） - 日製那珂工場敷地内に店舗がある（関係者以外利用不可）。日和サービス（日立グループ）が運営。
- 銀座三越店（東京都中央区） - 銀座三越の地下4階の従業員休憩室にある（関係者以外利用不可）。
- 汐留メディアタワー店（東京都港区） - 共同通信社ビル内地下2階に店舗がある。（一般客の利用も可能）
- 日テレタワー店（東京都港区） - 日本テレビ汐留社屋内16階に店舗がある（関係者以外利用不可）。
- 横河電機店（東京都武蔵野市） - 横河電機本社構内に店舗がある。独自運営していた売店を転換して開店（関係者以外利用不可）。
- 日産自動車NTC店（神奈川県厚木市） - 日産自動車テクニカルセンタ内にある（関係者以外利用不可）。
- 日産自動車NATC店（神奈川県厚木市） - 日産自動車先進技術開発センタ内にある（関係者以外利用不可）。
- 松坂屋名古屋店（名古屋市中区） - 松坂屋本館2階の従業員休憩室横にある（関係者以外利用不可）。2010年6月開店。
- 川重兵庫工場店（兵庫県神戸市） - 川崎重工業株式会社兵庫工場内（関係者以外利用不可）。兵庫県内のCVSで初めての工場内への出店。
- 常石店（広島県福山市） - 大規模造船工場内では初の店舗。常石造船常石工場敷地内に本店、第2工場1階食堂にサテライト店がある（一般客も利用可）。サテライト店ではヘルメット・保護メガネ・作業靴といった作業用品の販売も行っている。ツネイシホールディングス傘下のツネイシCバリューズが運営。
- 今治造船広島工場店（広島県三原市） - 幸陽船渠に勤務する社員・関係者向け福利厚生施設（売店）として、本社工場敷地内に店舗がある（関係者以外利用不可）。ヘルメット・保護メガネ・作業靴といった作業用品の販売も行っている。アポロ（幸陽船渠系）が運営。
- 今治造船西条工場店（愛媛県西条市） - 今治造船に勤務する社員・関係者向け福利厚生施設（売店）として、社員寮敷地内に店舗がある。今造関係者向けの連絡掲示板があるほか、ヘルメット・保護メガネ・作業靴といった作業用品の販売も行っている（一般客も利用可）[注 12]。
- イオンモール和歌山店（和歌山県和歌山市) - イオンモール店舗内の従業員用店舗（関係者以外利用不可）
- イオンモール岡山店（岡山県岡山市) - イオンモール店舗内の従業員用店舗（関係者以外利用不可）
- イオンモール沖縄ライカム店（沖縄県北中城村) - イオンモール沖縄ライカム内に従業員専用のサテライト店と、一般客が利用できる店舗の2つが存在している。イオンモール内の出店は3店舗目だが、一般客が利用できるイオンモール内のファミリーマート店舗としては初となる。1階にあった一般客用の初代店舗は2021年4月に閉店したが、2025年8月に3階に2代目となる店舗を出店している。
  - なお、イオングループのコンビニエンスストアチェーンとしてミニストップがあるが、上記3店の所在する3県はいずれも未出店県である。
- ファミマ!!グランフロント大阪店 - グランフロント大阪南館9階にある。セキュリティゲート内にありオフィス従業員以外は利用不可。
- 吉本興業東京本社店（東京都新宿区） - 吉本興業東京本社ビル（旧新宿区立四谷第五小学校）内に店舗がある（関係者以外利用不可）。

#### その他店舗
立地に特色のある店舗
- 入曽店（埼玉県狭山市） - ファミリーマート1号店にあたる店舗。開店当時の店名は「狭山店」で1985年に「入曽店」に改称[6]。所在地は狭山市水野字月見野434-19[101] だったが、店舗拡張のため2024年4月23日に移転しており狭山市水野422-6となっている[6][102]。
- 楢葉町上繁岡店（福島県双葉郡楢葉町） - 2015年1月30日開店。福島第一原子力発電所事故による避難指示解除準備区域内で事故により休止された店舗を再開。避難指示解除準備区域内のコンビニとしては初の24時間営業を行っている[103]。
- ユニヴェルシオール学園の丘店（東京都町田市） - 大型マンション「ユニヴェルシオール学園の丘」エントランス内に設けられた居住者専用店舗で、am/pmから転換。店舗検索不可。2016年9月22日閉店。

外観に特徴のある店舗
- 愛媛県庁前店（愛媛県松山市） - 景観を損なわないために看板を白色にしている。
- レトロ門司港駅前店（福岡県北九州市門司区） - 1927年（昭和2年）竣工の「門司郵船ビル」（門司港駅前）に入居。門司港レトロ地区の景観を損なわないため、店舗の看板などを通常のファミマカラー（緑と青）ではなく、白色と茶色にしている。2022年4月22日閉店。
- 武雄温泉駅前通り店（佐賀県武雄市） - 2012年8月1日開店。武雄市景観条例に基づいて景観を損なわないために勾配屋根に茶色の瓦を使用し、外壁にもこげ茶色の縦板目ボードを使用。店舗の看板なども通常のファミマカラー（緑と青）ではなくセピア色とし、ポール看板の緑と青のラインもトーンを落とした落ち着いた色に変更している。
- 桜島店（鹿児島県鹿児島市） - 桜島の景観を損なわないため、店舗看板などを通常のファミマカラー（緑と青）ではなく、白色と茶色にしている。2007年12月7日より鹿児島銀行ATMが併設された。
- 平泉南店（岩手県西磐井郡平泉町） - 元リトルスターの店舗。一般的なファミマ同様のデザインの看板ながら看板の色が白と緑で、緑の部分は通常の店舗よりも濃い緑が使われている。

イベント会場・コラボ店舗
- 愛・地球博店（愛知県長久手市） - 愛知万博・長久手会場の敷地内のグローバル・コモン1にあった。期間限定店舗。
- 新潟川岸町二丁目店（新潟県新潟市中央区） - 2009年8月22日開店。隣接区画に新潟放送の本社・スタジオがあるため店内に「BSNグッズショップ」を併設、同社のキャラクターや番組のグッズなどが陳列されていた。2015年閉店。
- ナゴヤドーム前店（名古屋市東区） - サークルKからの転換店で中日ドラゴンズの本拠地であるナゴヤドームに近い事から同球団のマスコットのイラスト等が店内に描かれてる応援店舗となっている。
- 原宿竹下口店（東京都渋谷区） - サンリオとコラボした店舗。ハローキティの大きな人形や限定商品が多数ある。

他店との合同店舗など
- ファミリーマート×Izumiya（大阪府）- イズミヤとの合同店。
- JA下條店[104]（長野県下條村） - JAみなみ信州との協業による店舗。過疎地におけるJAの購買店舗としての性格もあり。同様の協業店舗はJA上伊那でも展開[105]。
- ファミリーマート＋Aコープいよ店（愛媛県伊予市） - JAグループのAコープ西日本が運営しているファミリーマートのフランチャイズ店。地物の生鮮食品や日配品、JAオリジナル商品（全農ブランド・エーコープマーク品）などの幅広い品揃えを兼ね備えた一体型店舗の1号店[106]。2号店、3号店として「ファミリーマート＋Aコープしんじ店」と「ファミリーマート＋Aコープこうぶ店」がある（いずれも島根県松江市）[107][108]。
- ファミリーマート＋COOP七ケ宿店（宮城県七ヶ宿町）・ファミリーマート＋COOP鶴ヶ谷店（宮城県仙台市） - みやぎ生活協同組合が運営している一体型店舗。コープ製品として青果・鮮魚・精肉などの生鮮食品などを取り扱う[109][110]。
- 静岡丸子東海道店（静岡市駿河区丸子） - サークルKからの転換店。もともとはドライブインだったが、トラックドライバー向けの食堂（食事処東海道）スペースを縮小し、コンビニを併設する業態となっている。
- ハラトク書店米沢店（山形県米沢市） - 書店との一体型店舗。書籍・文房具などを取り扱う。
- パレットとっとり店（鳥取県鳥取市） - 鳥取市本通商店街振興組合が運営しているファミリーマートのフランチャイズ店。業務用スーパー跡地に出店したため、地物の生鮮食品も取り扱っている[111][112]。
- 弘前アプリーズ店（青森県弘前市） - 弘前駅ビルアプリーズ1階にあるサンクスからの転換店。立地場所の関係で、地元土産を24時間販売している。外側からは24時間利用可能だが、駅ビル内からは10時から20時の間しか利用できない。
- 南船場三丁目店（大阪市中央区南船場） - 書店（三京書店心斎橋店）との一体型店舗で、コンビニの奥が書店になっている。
- 宮崎橘通店（宮崎県宮崎市）- 2015年11月25日開店。宮崎銀行橘通支店内にある店舗。宮崎銀行橘通支店へはエレベーター、エスカレーター、階段を利用し行き来できるようになっている。
- 花水レストハウス店（神奈川県平塚市） - 元は海水浴場の休憩施設だったが、老朽化したためにコンビニに改装した建物。所有する神奈川県観光協会が運営をファミマに委託する形を取ったため、看板の文字はファミマ通常デザインに「花水レストハウス 運営・Family Mart」と記されている。箱根駅伝の「平塚中継所」でもある。店舗検索不可。2012年3月31日をもってレストハウスの運営を終了すると神奈川県から発表された[113]。

設備や商品に特色のある店舗
- 神保町店（東京都千代田区） - 店内に卓球ホールを併設していた（閉店）。
- 蒲田南口駅前店（東京都大田区） - 2014年4月17日開店。「ファミリーマート+カラオケDAM蒲田南口駅前店」として、カラオケルームを併設。
- 南港東一丁目店（大阪府大阪市住之江区） - エネクスフリートが運営するガソリンスタンド（カーエネクス／エネクスフリート大阪南港SS）内。ドライバーのためにシャワー室を完備している。
- 香椎パークポート店（福岡県福岡市東区） - エネクスフリートが運営するガソリンスタンド（ENEOS／エネクスフリート香椎パークポートSS）内。ドライバーのためにコインランドリー・浴室を完備している。
- 大塚一丁目店（東京都文京区） - 衣料店を併設。
- 旧天文館通り店（鹿児島県鹿児島市） - ベーカリーファミマ（Bakery Famima）として焼きたてパンを販売をしていた。2009年6月閉店。

ドラッグストア一体型店舗
- FamilyMart + ミヤモトドラッグ - 宮本薬局（本社：東京都板橋区成増）[114] が運営するドラッグストア一体型の店舗。宮本薬局のホームページでは4号店まで展開したとの記載があるが、現存するのは東京都の御成門店（港区）のみ。南池袋店（豊島区）は2021年3月に他事業者へ譲渡の上、医薬品販売のないファミリーマートへ転換、北千束店（東京都大田区）・保谷店（練馬区）は閉店した。
- 未来フレンドリードラッグ愛宕店（東京都港区） - ドラッグストア併設店舗。営業時間が7時～23時となっている時短店。
- FamilyMart + ドラッグイレブン - JR九州子会社のJR九州リテール（福岡市博多区）とJR九州持分法適用会社のドラッグイレブン（福岡県大野城市）が共同で運営するドラッグストア一体型の店舗。ドラッグイレブンがJR九州の子会社であった頃から展開が始まり、福岡県で志免店（糟屋郡志免町南里）、別府店（福岡市城南区別府）、北方店（北九州市小倉南区北方）、神屋町店（福岡市博多区神屋町）の4店舗、熊本県で玉名店 （玉名市立願寺）の1店舗、鹿児島県で呉服町店（鹿児島市呉服町）の1店舗を展開。かつては塩原店 （福岡県福岡市南区塩原）が存在した。店舗自体は24時間営業だが、医薬品販売可能時間帯は9時～23時。
- FamilyMart + 大賀薬局 - 大賀薬局（本社：福岡県福岡市博多区）が運営するドラッグストア一体型の店舗。大賀薬局のホームページによると宇美店（福岡県糟屋郡宇美町光正寺）、店屋町店（福岡市博多区店屋町）、野芥店（福岡市早良区野芥）の3店舗を展開。
- ファミリーマート+ドラッグアモス - 愛知県岡崎市に本社を持つ薬局のアモスとの複合店舗。１号店となる西尾駅南店は同県西尾市に2017年2月28日に開店した[45]。

### 店舗ギャラリー

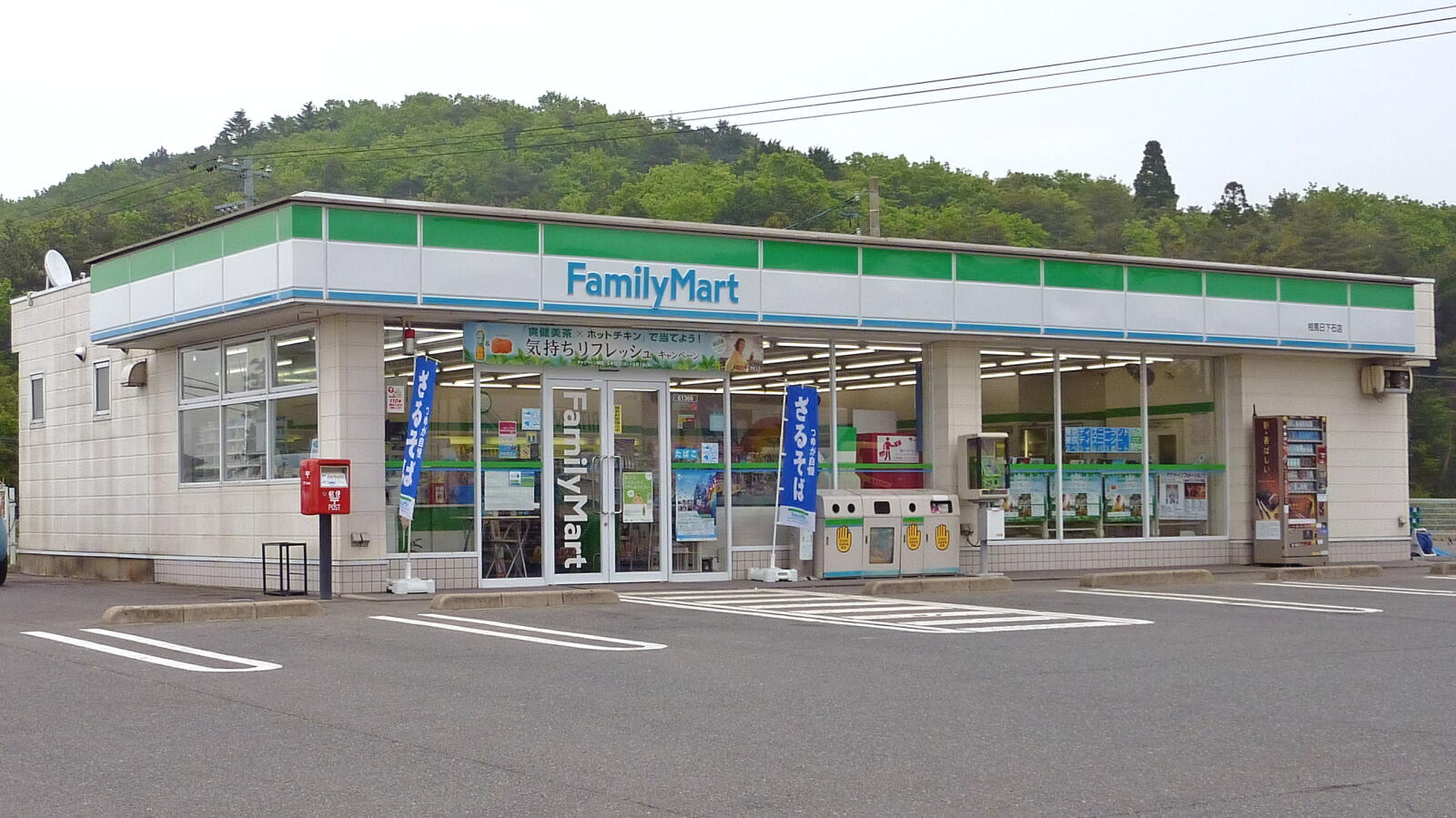
（旧）相馬日下石店（福島県相馬市） 1992年から2014年までの一般的な店舗
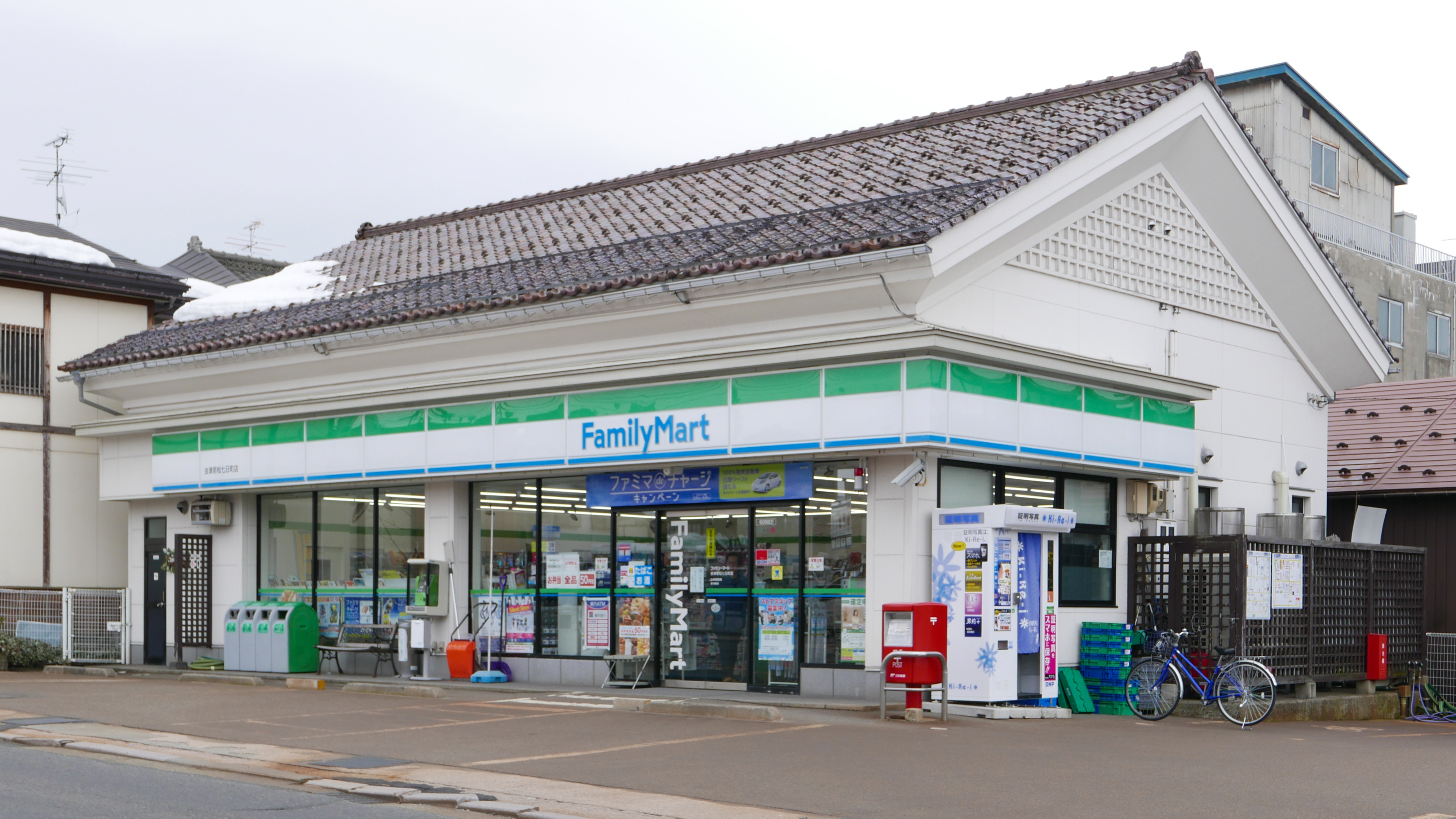
会津若松七日町店（福島県会津若松市） 景観に配慮した店舗
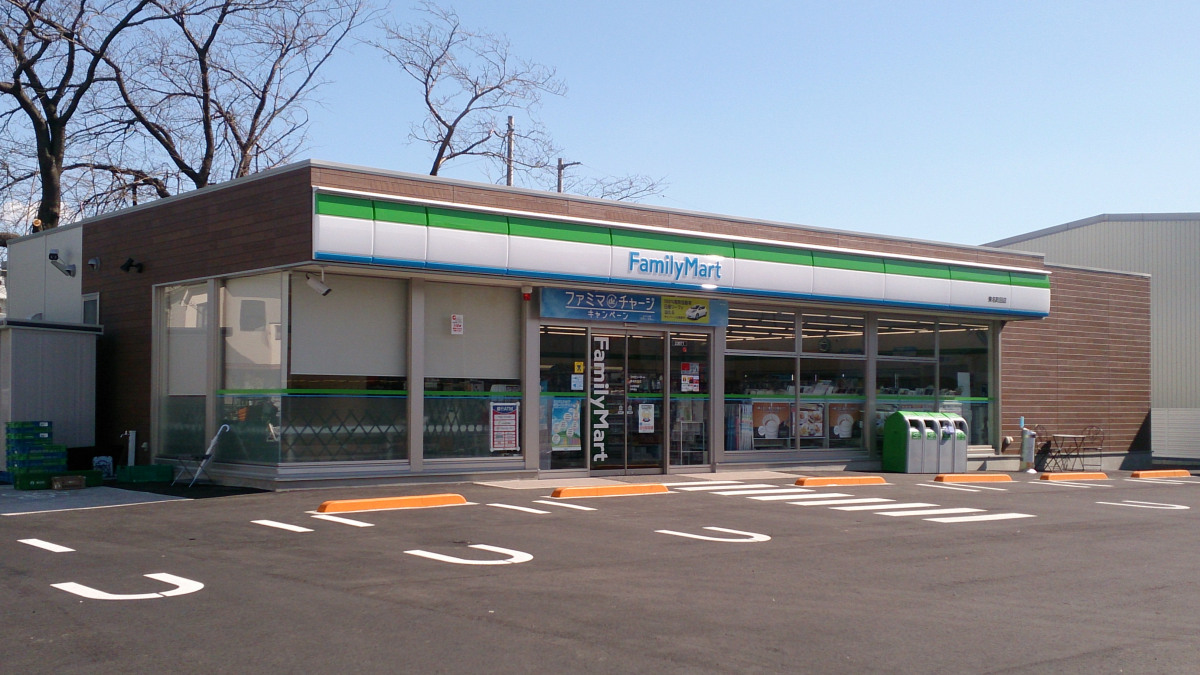
東名町田店（東京都町田市） 2014年からの一般的な店舗（2013年以前に開店した店舗でも改装時に上記店舗仕様になる場合がある。UFHD統合前に開店した故、店舗ロゴが以前のままである）
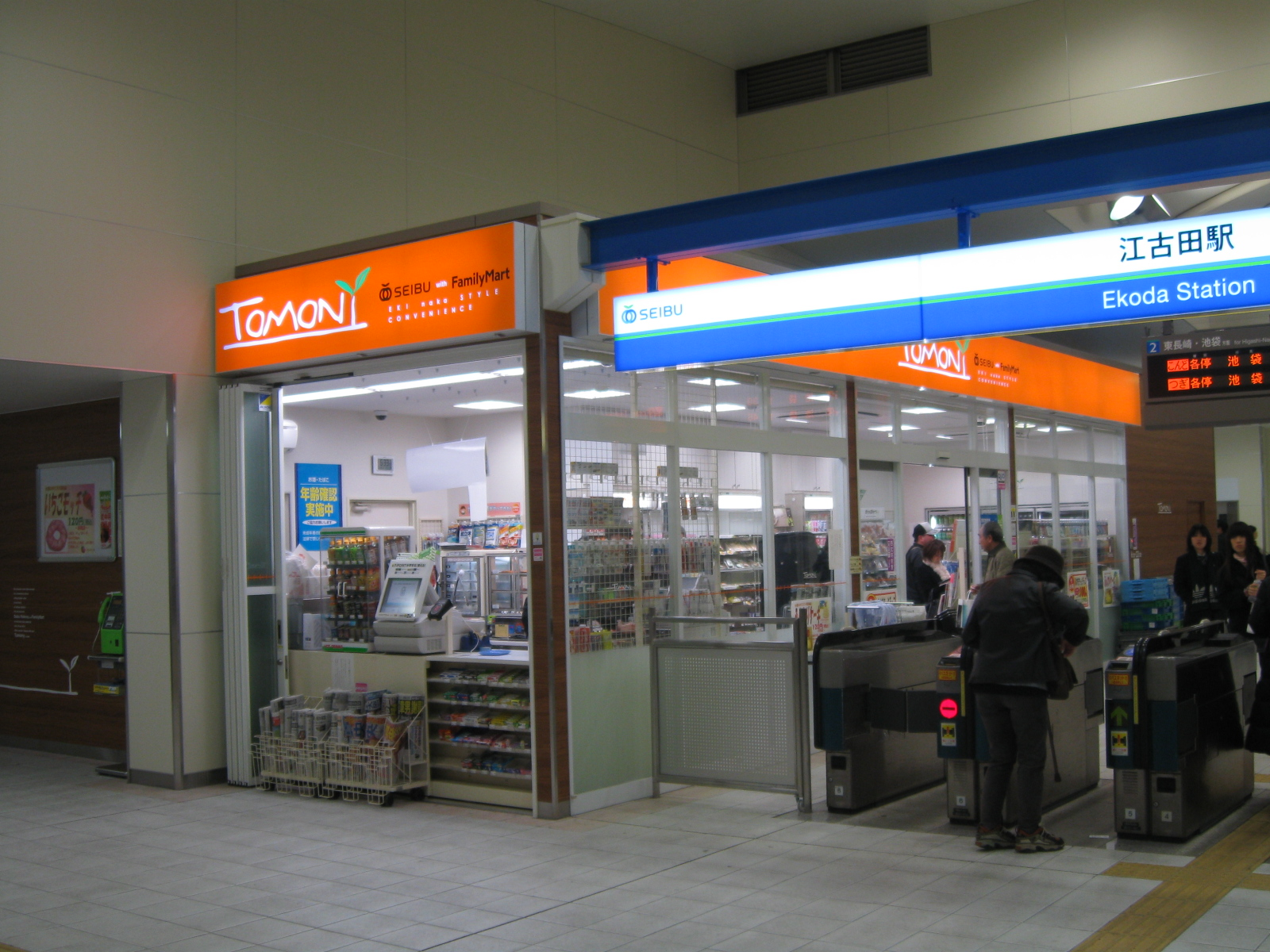
トモニー江古田駅店（東京都練馬区） 西武鉄道の駅の改札内にあるTOMONYタイプの店舗。改札外からも利用可能。
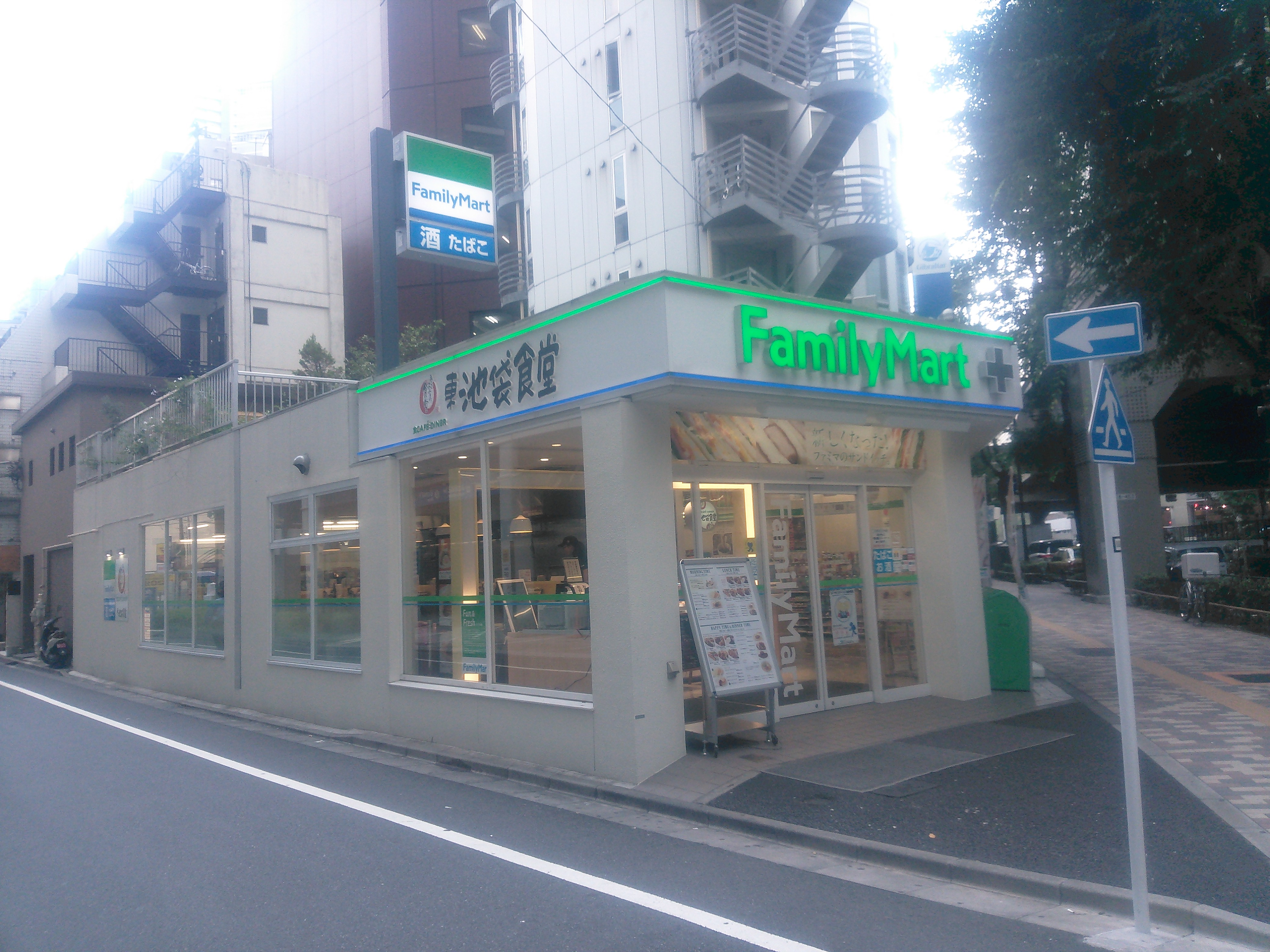
（旧）まいどおおきに東池袋食堂東池袋四丁目店 まいどおおきに食堂との一体型店舗（2017年12月に閉店し、現在はまいばすけっとが出店[注 13][115]）
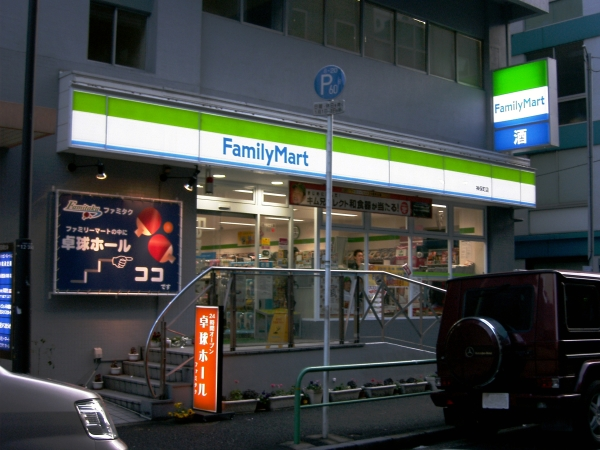
（旧）神保町店（東京都千代田区） 卓球ホールを併設していた。卓球の設備は新設の卓球場「Akiba卓球スタイル」に移転。
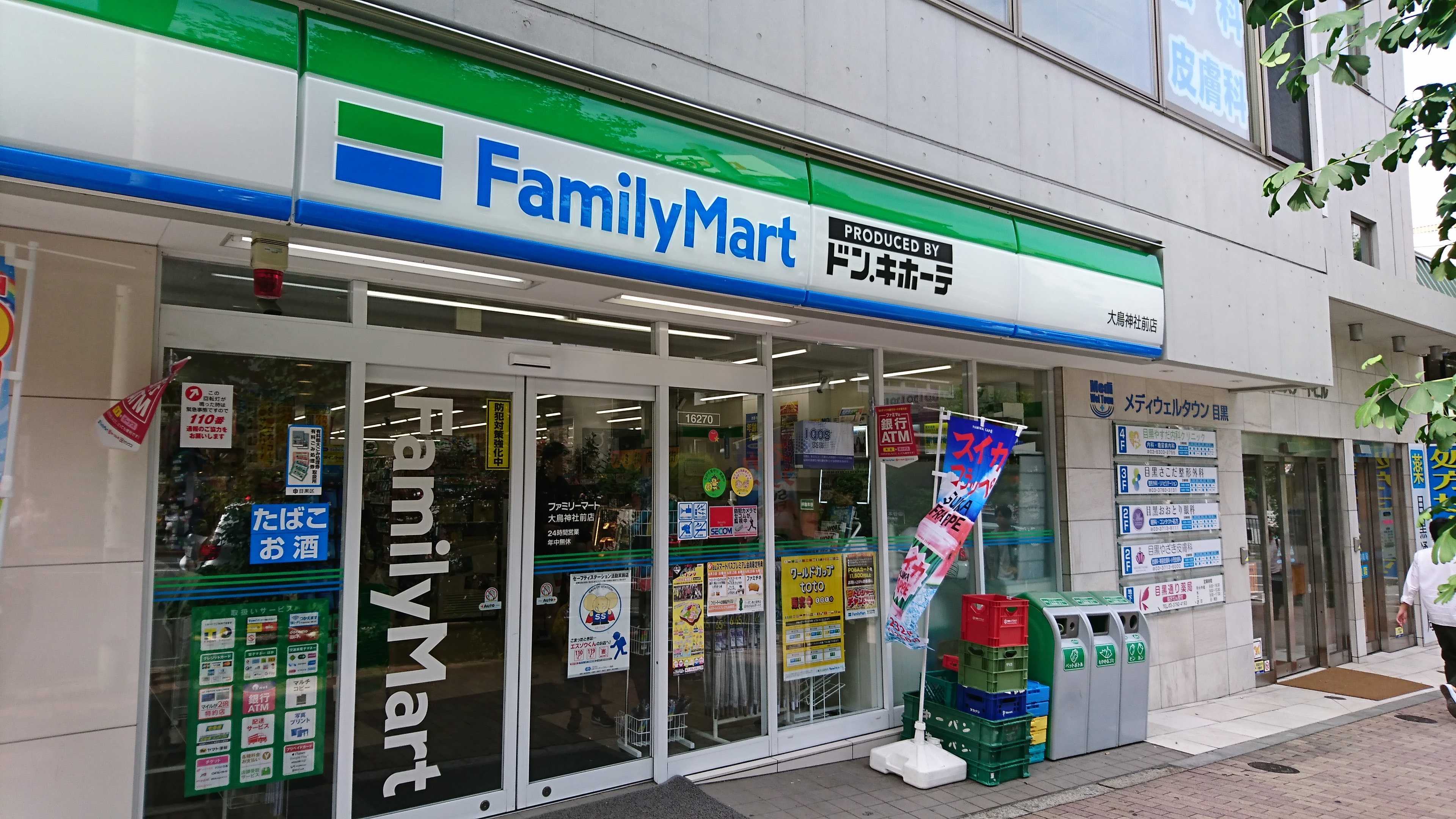
大鳥神社前店（東京都大田区） ドン・キホーテプロデュース 2020年からの一般的な店舗
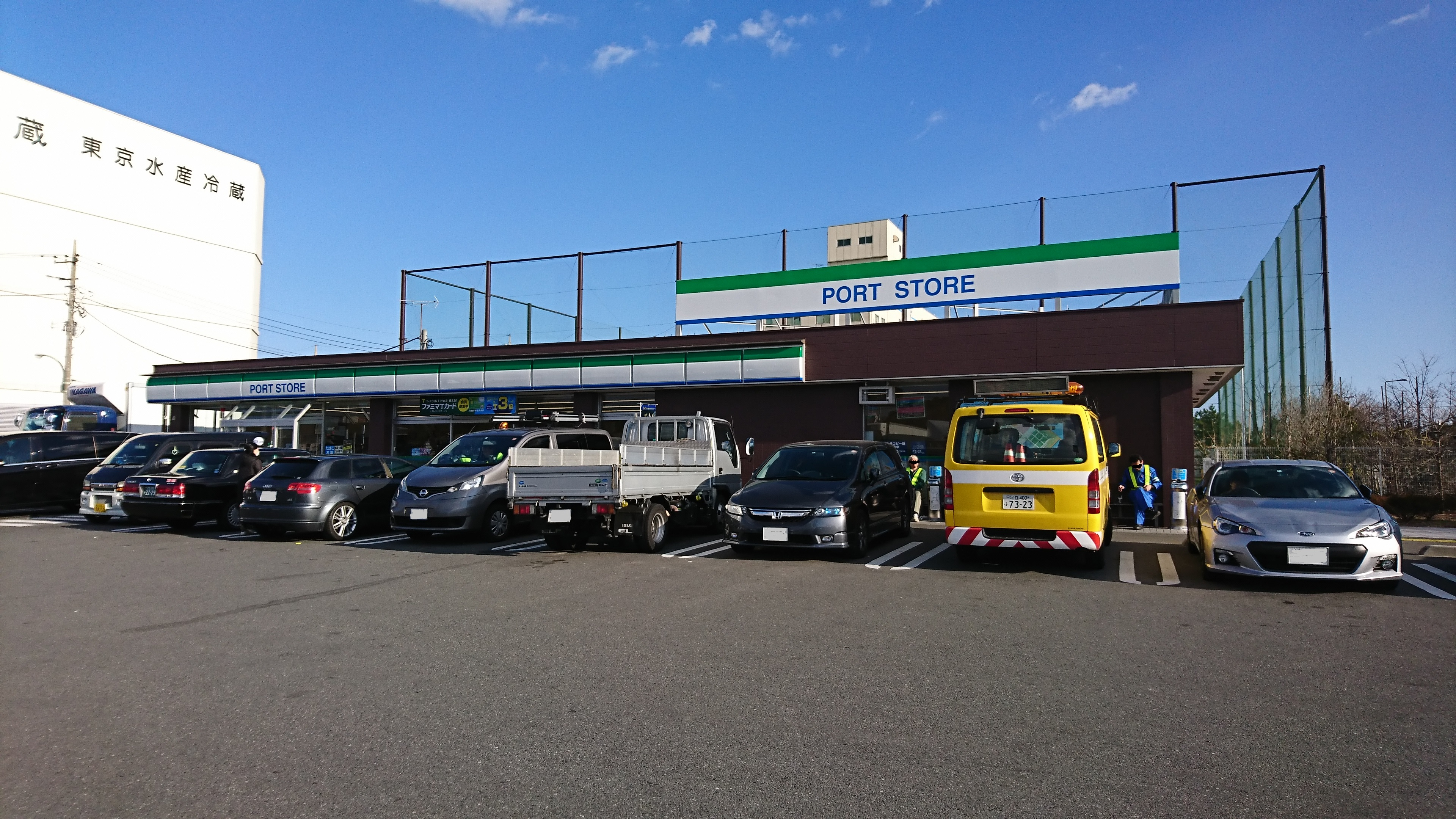
ポートストア城南島店（大田区） 経営は一般財団法人東京港湾福利厚生協会、サンクスポートストア転換店。
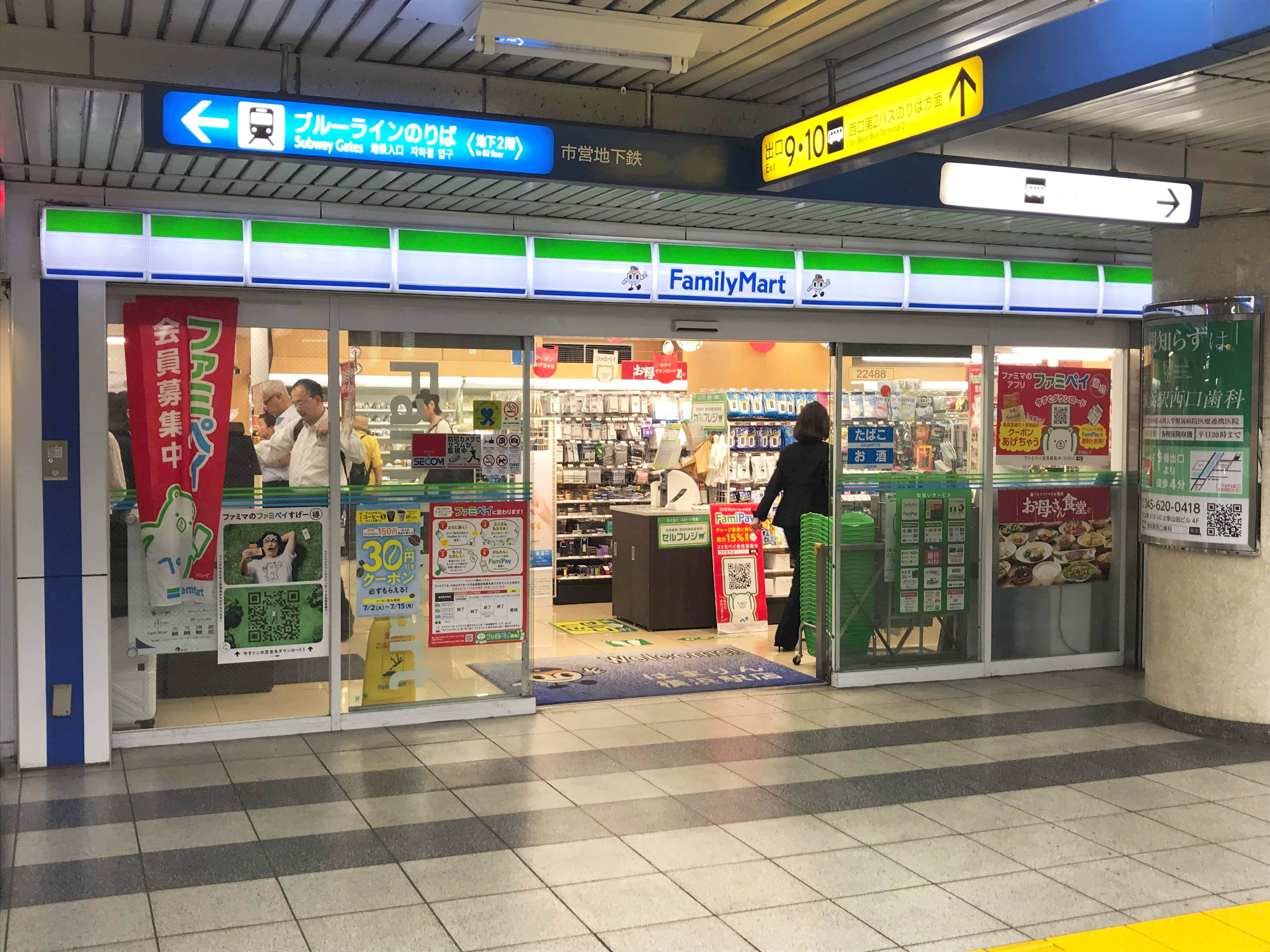
はまりん横浜駅店（神奈川県横浜市） 地下鉄横浜駅構内。看板や店名にもはまりんが使われているほか、看板の店名表記の前には電車の絵文字が書かれている。
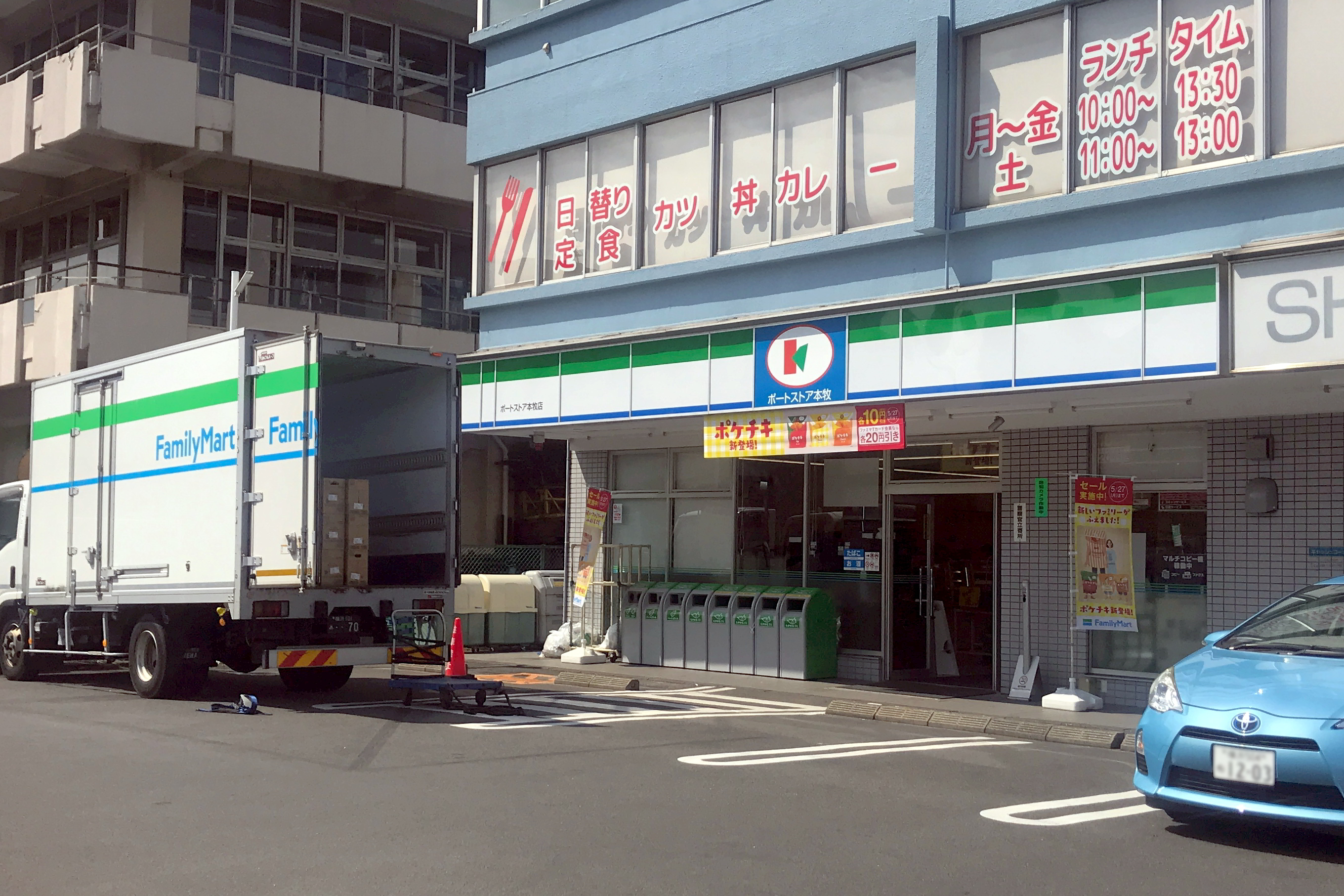
ポートストア本牧店（横浜市） 経営は一般社団法人横浜港湾福利厚生協会、サンクスポートストア転換店。
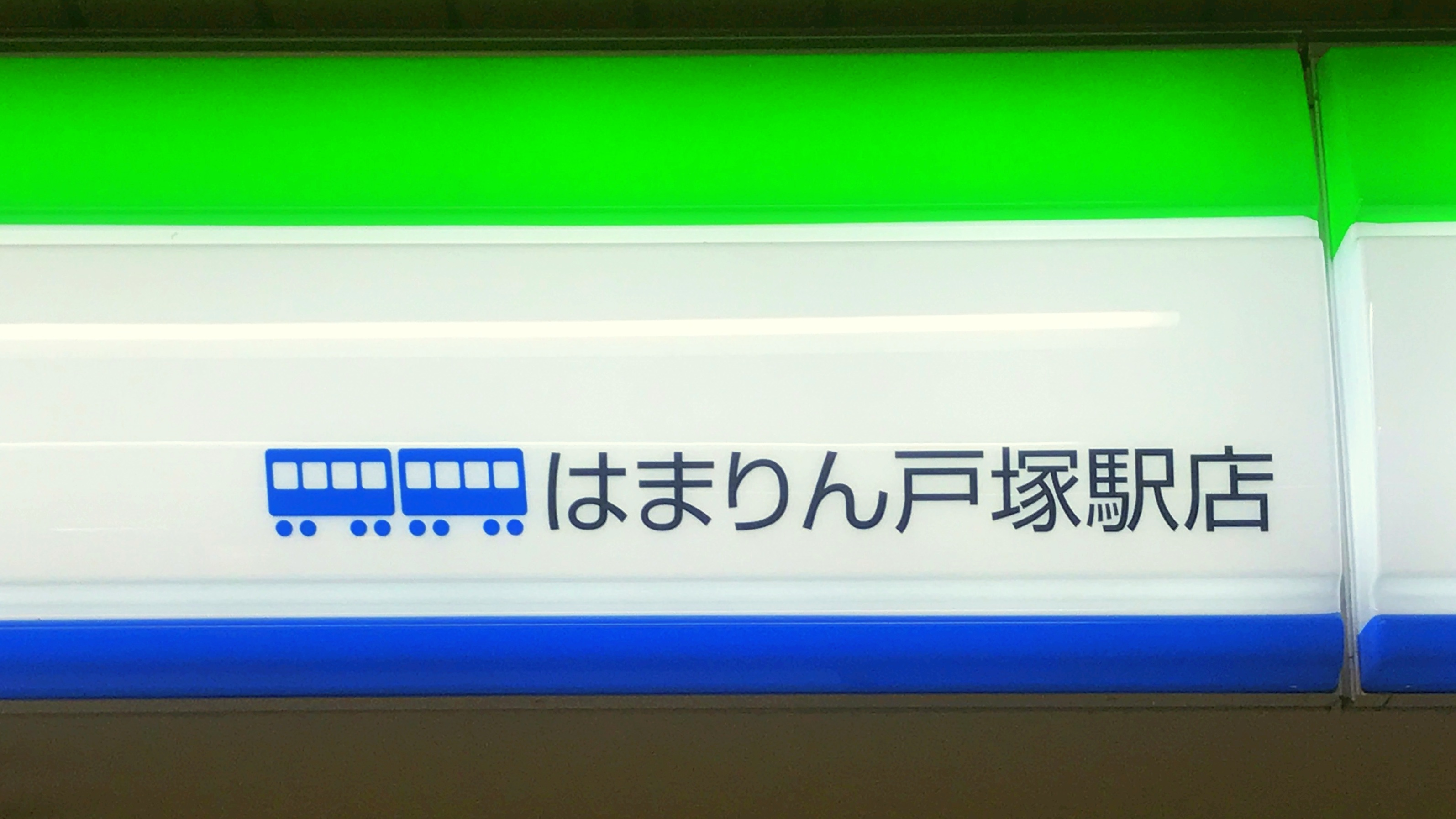
はまりん戸塚駅店の軒看板。横浜市営地下鉄構内にあるファミリーマートの軒看板には、店名の前に電車の絵文字が描かれている。
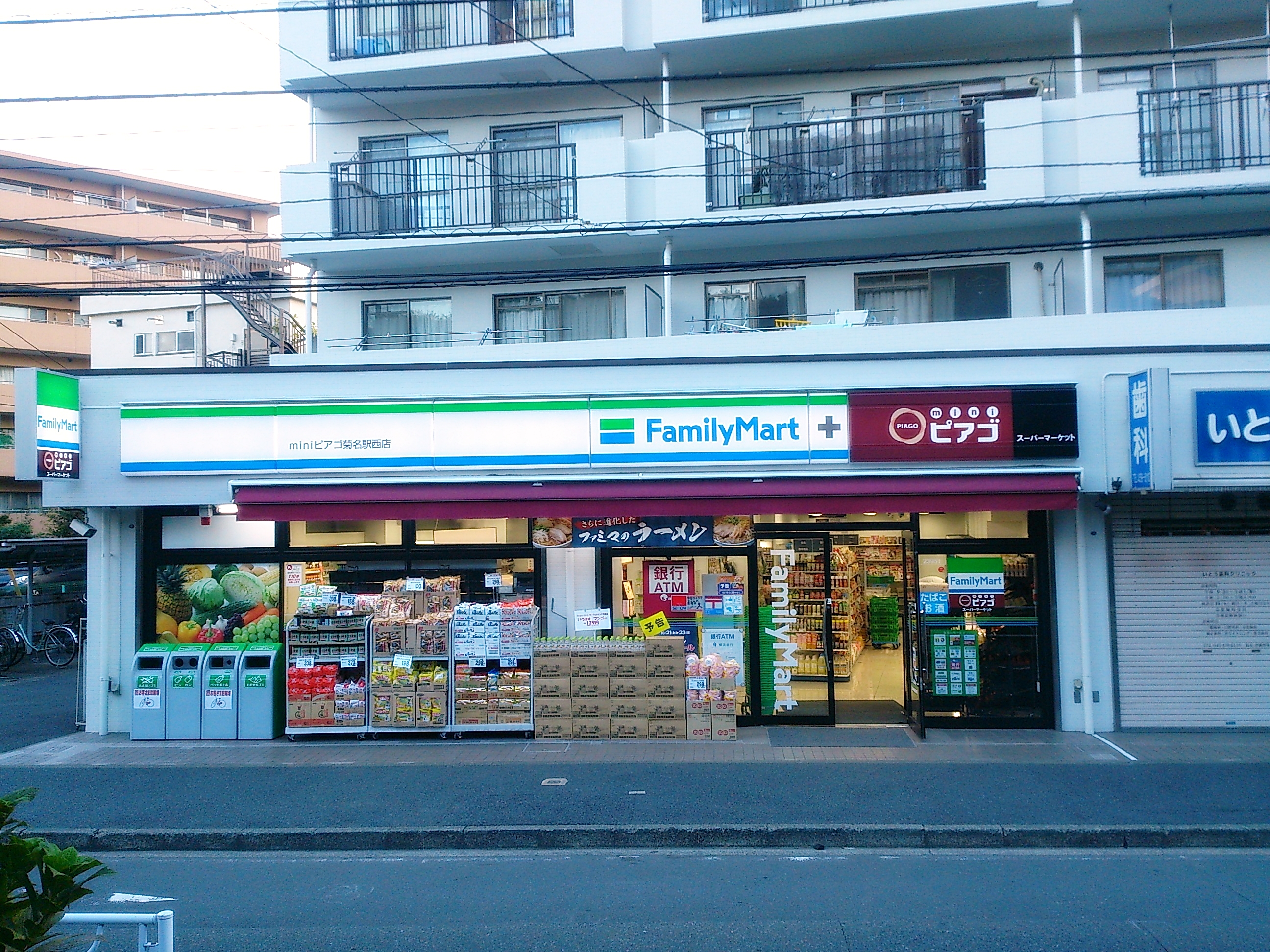
ミニピアゴ菊名駅西店 miniピアゴとのコラボタイプ
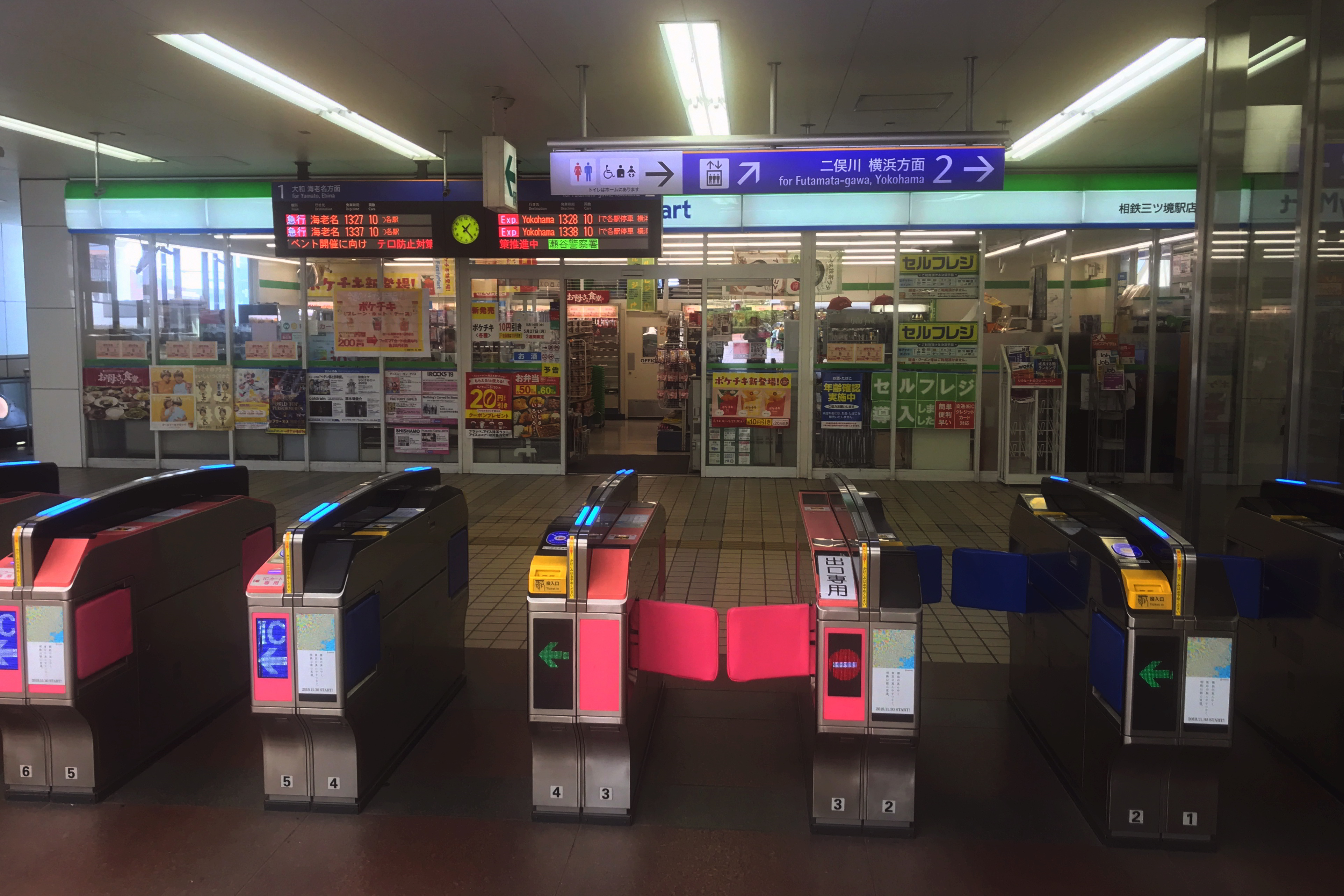
相鉄三ツ境駅店 相鉄の駅の改札内にある。相鉄ステーションリテールが運営。
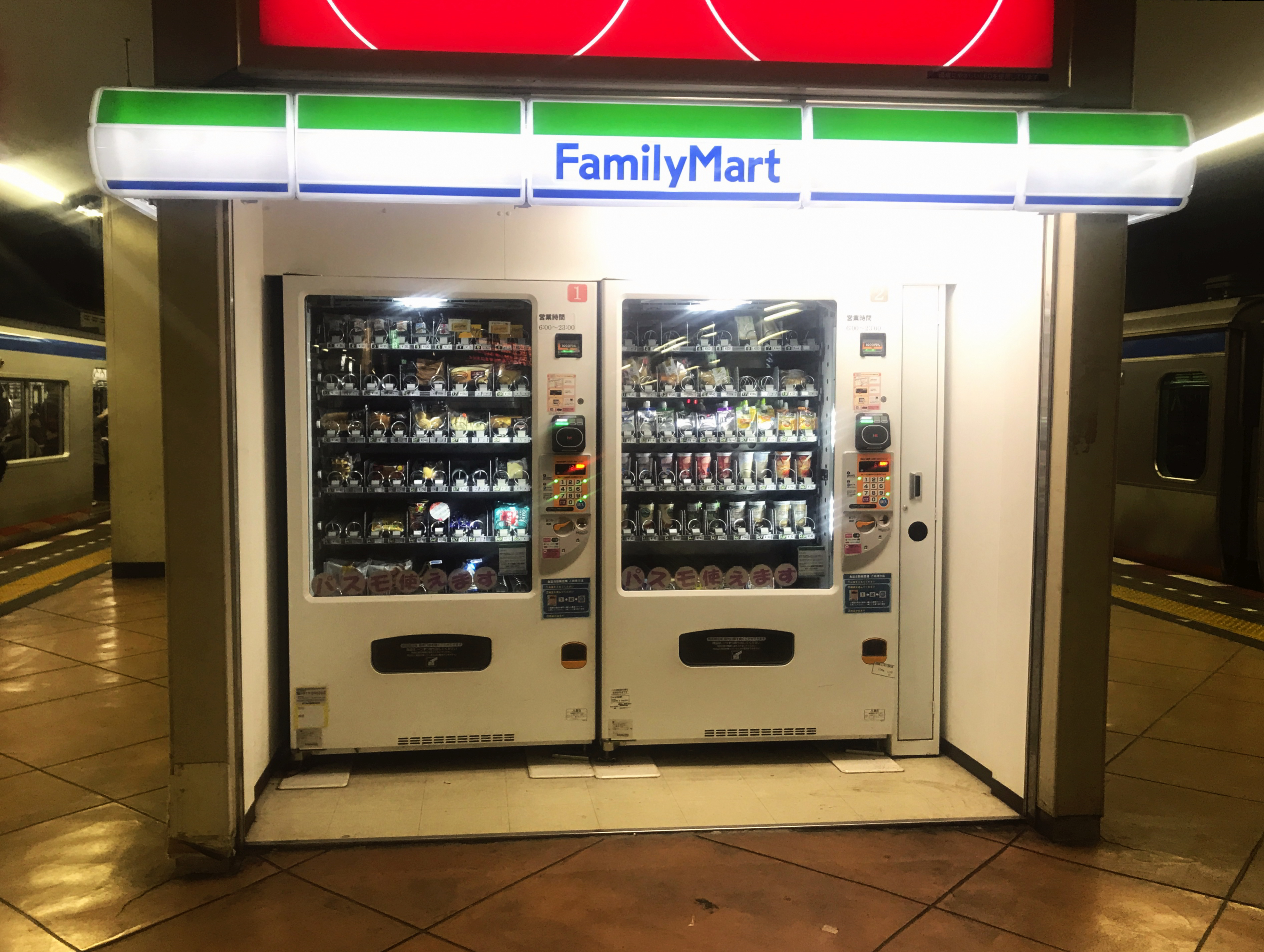
相模鉄道二俣川駅プラットフォームに設置された、オートマチック・スーパー・デリス形態のファミリーマート。なお橋上駅舎には有人店舗がある。
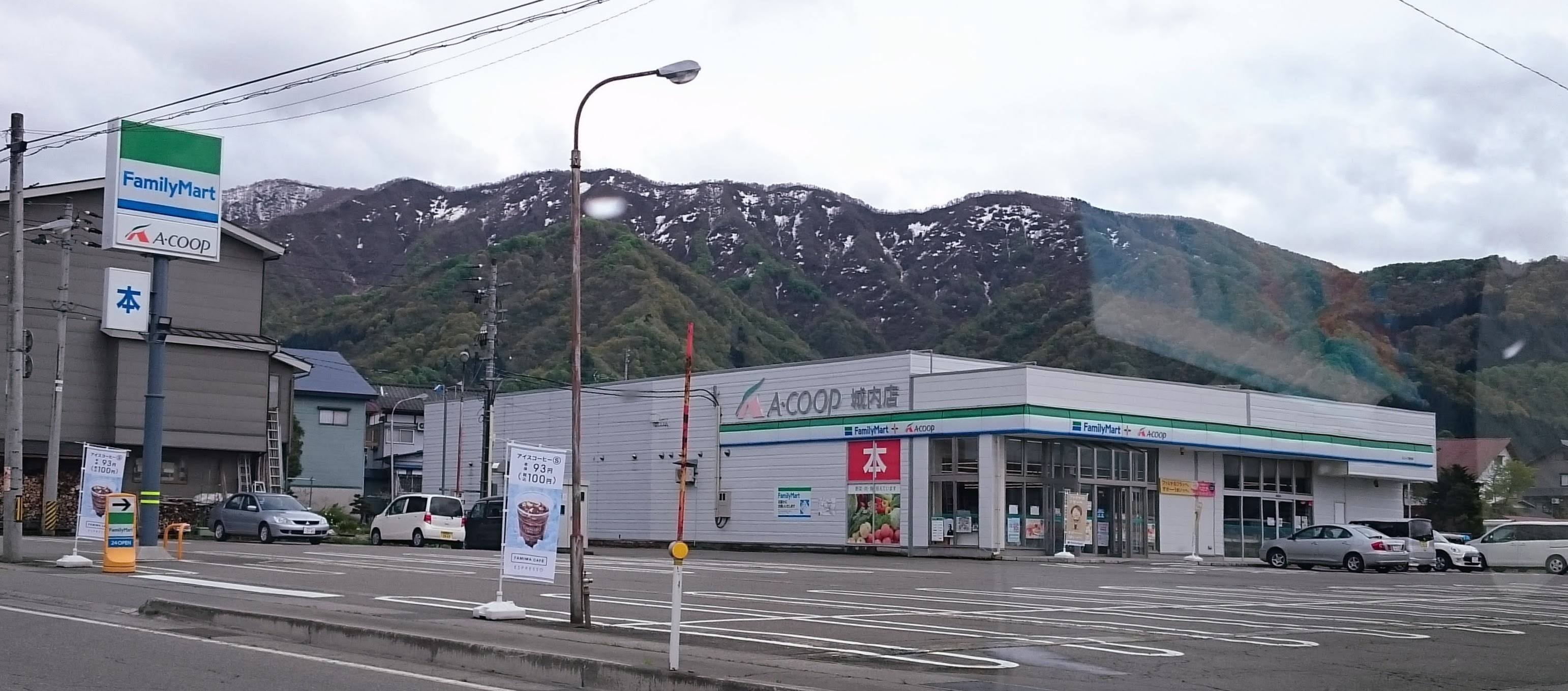
Aコープ城内店（新潟県南魚沼市）
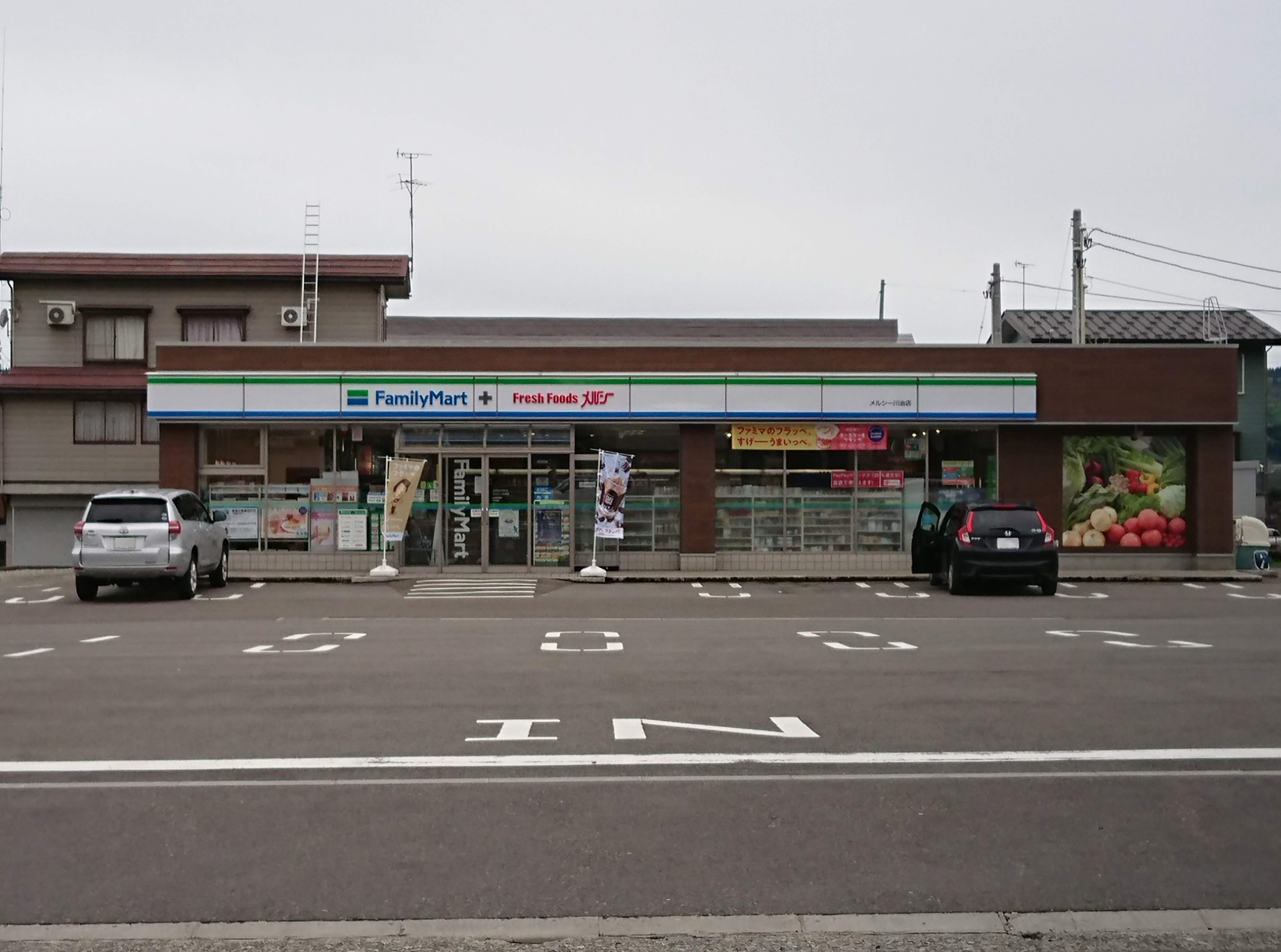
メルシー中条店（新潟県十日町市）
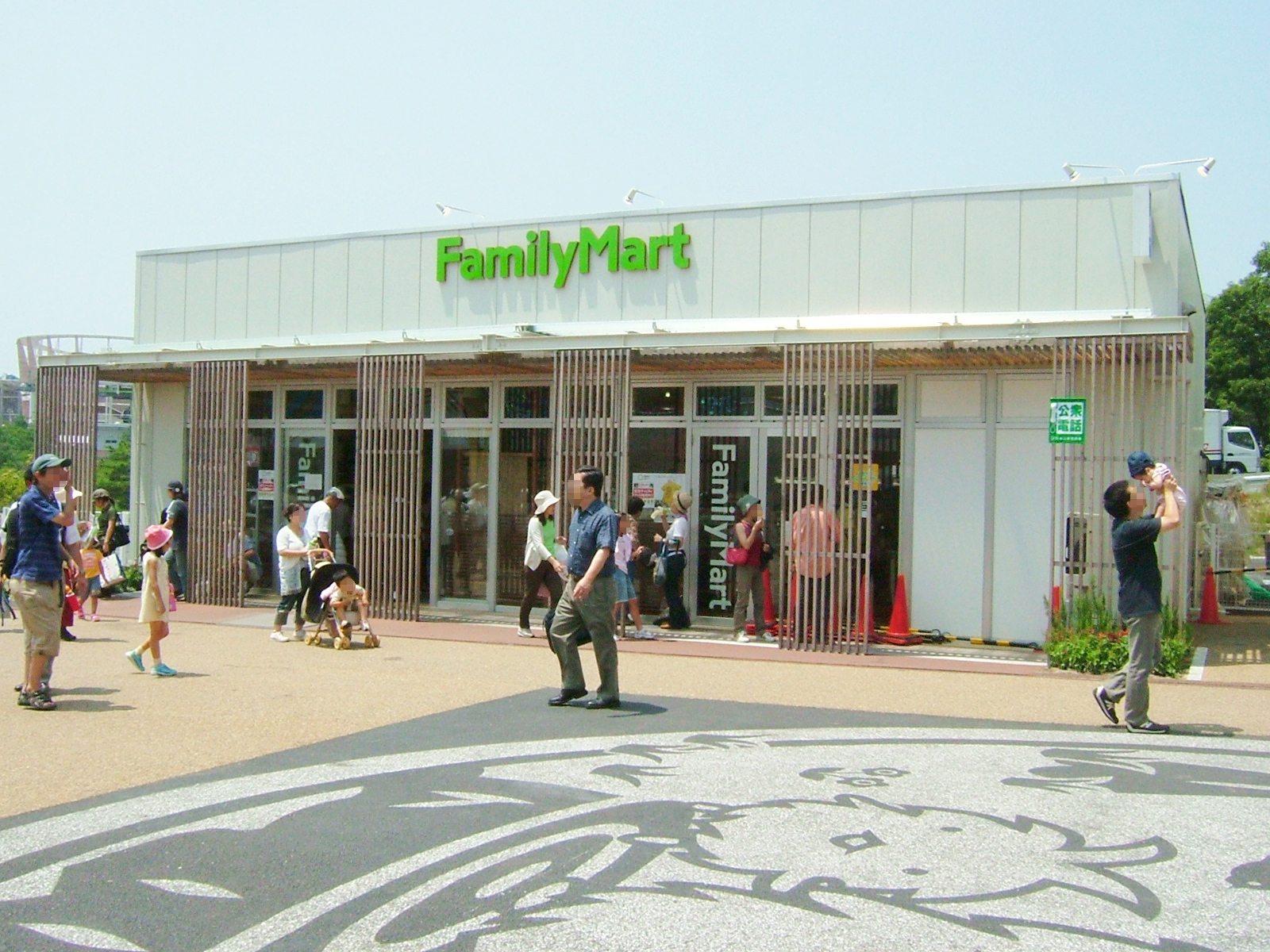
（旧）愛・地球博店
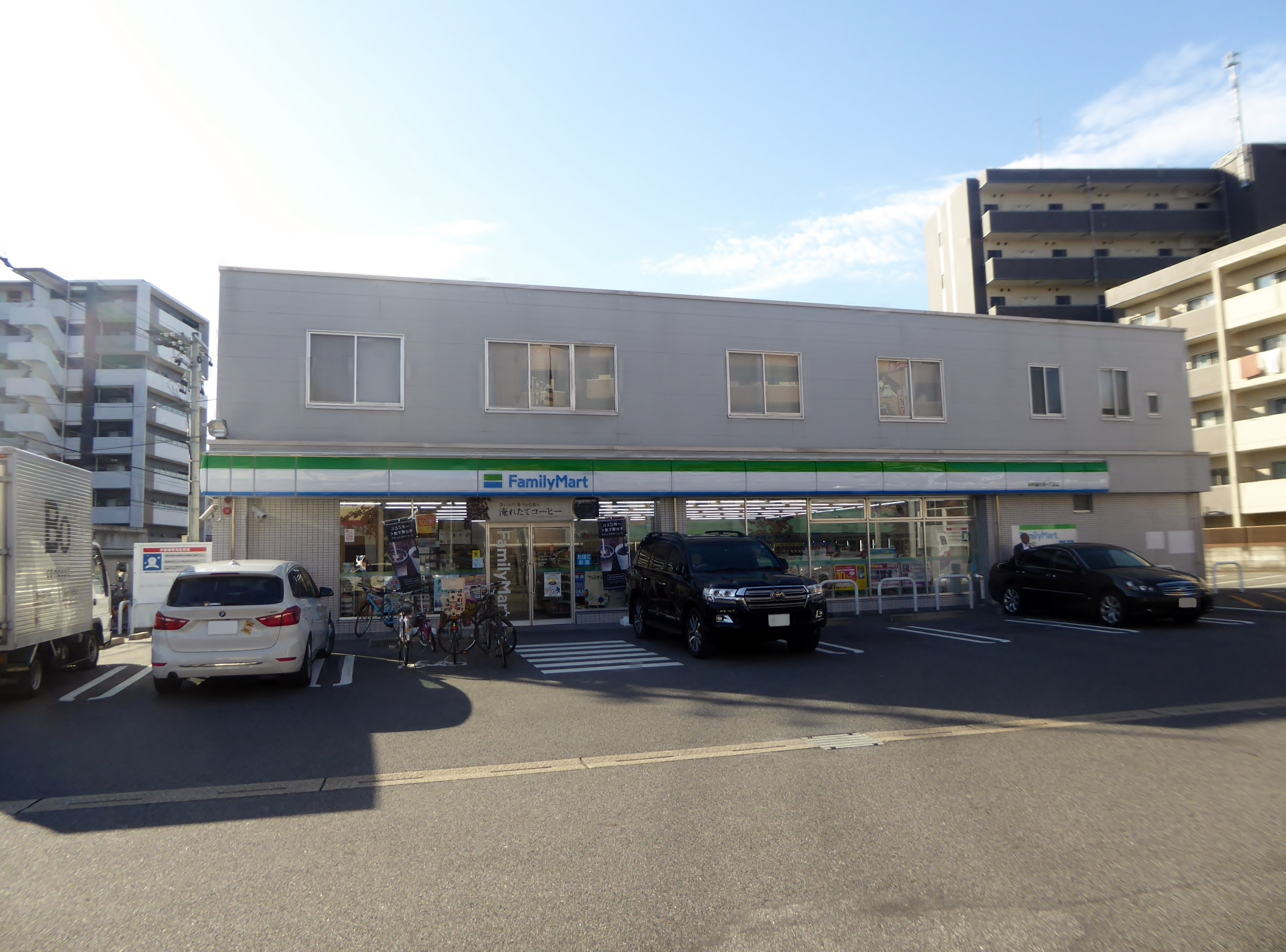
昭和塩付通一丁目店（名古屋市昭和区） （旧サークルKから転換した店舗）
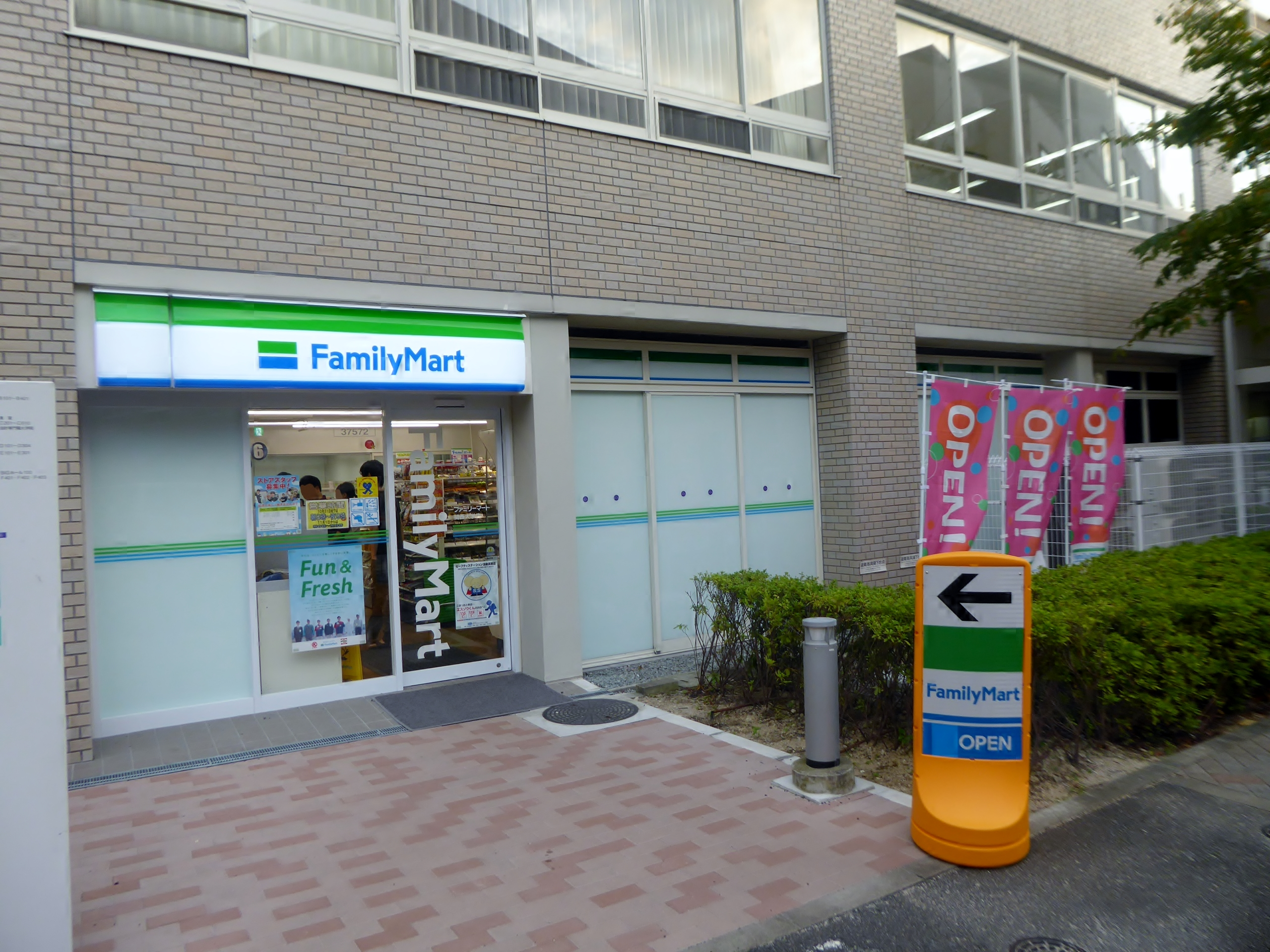
関西大学店（大阪府吹田市） 大学内の店舗
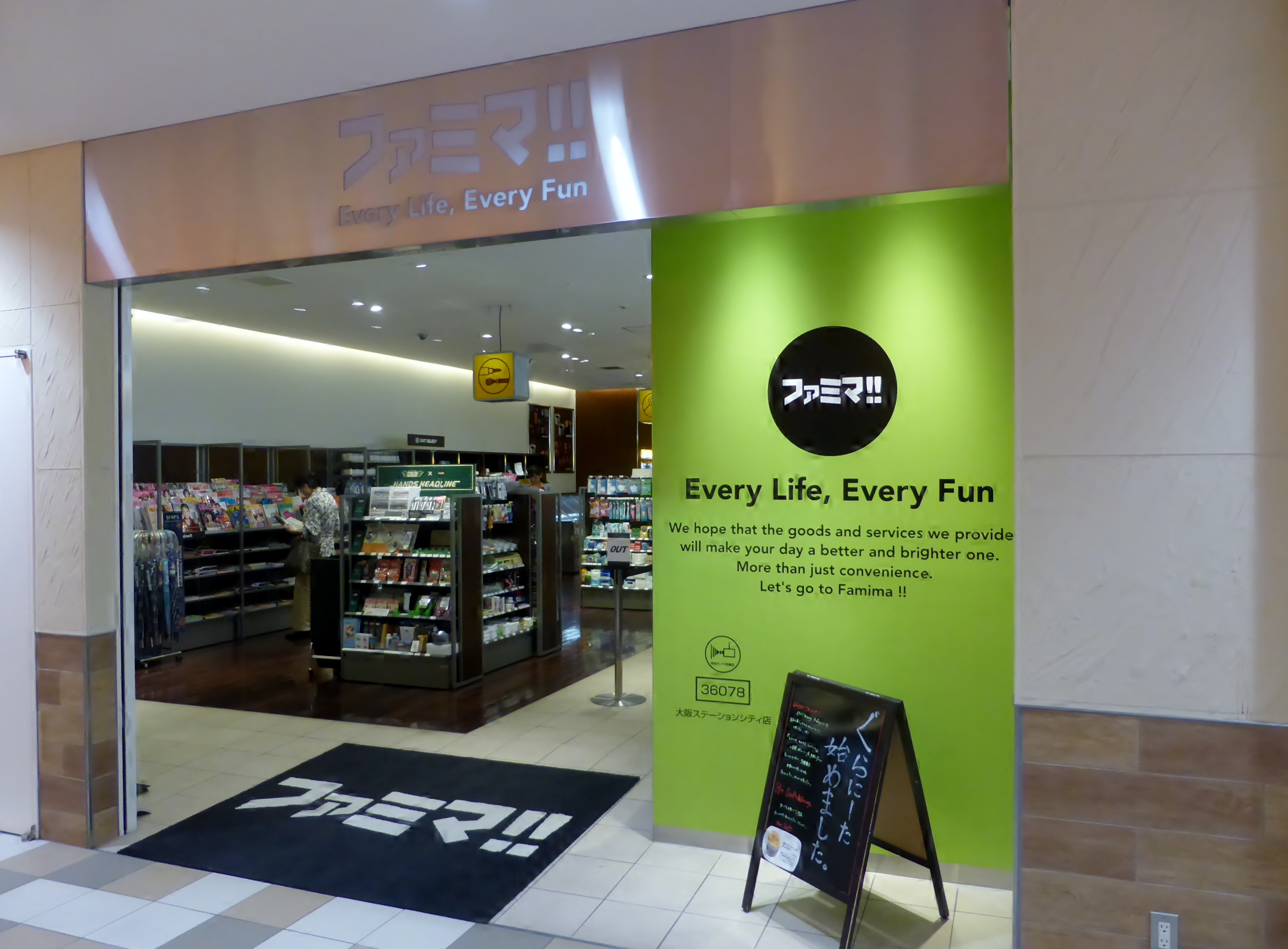
ファミマ!!大阪ステーションシティノースゲートビルディング店（大阪市北区）
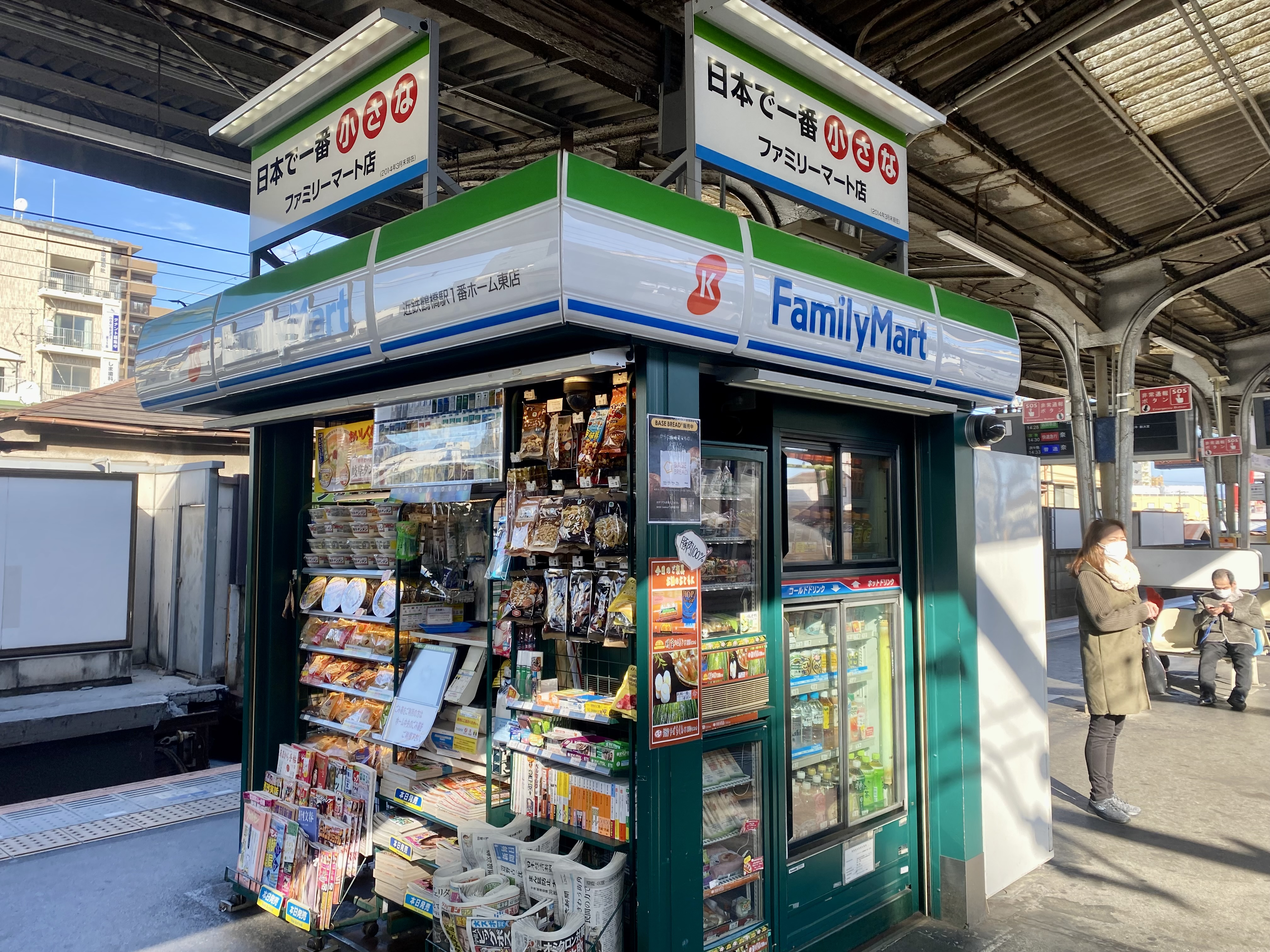
「日本で一番小さなファミリーマート店」（近鉄鶴橋駅1番ホーム東店）2022年5月31日をもって閉店
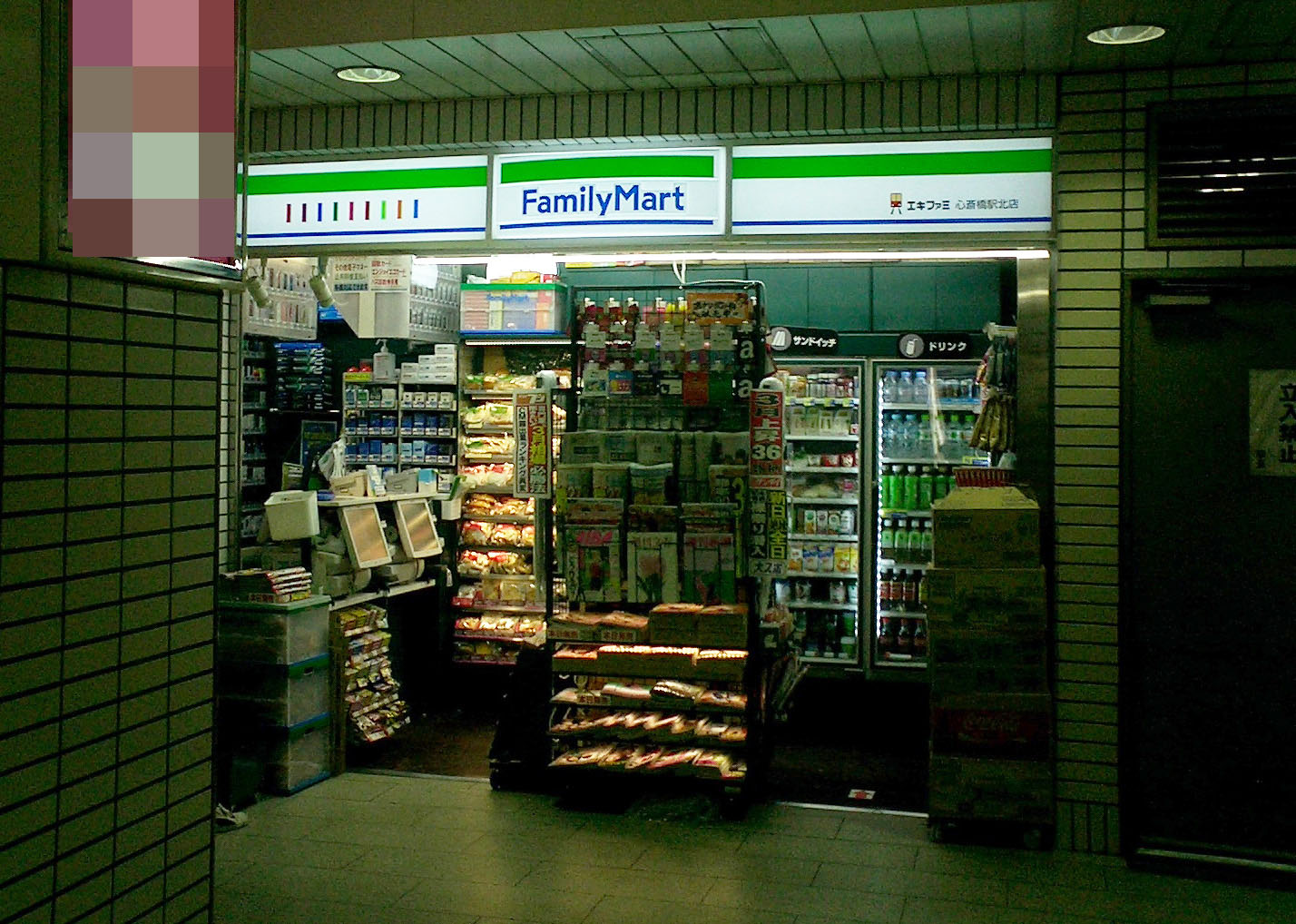
（旧）心斎橋駅北店（大阪市中央区） 同店をはじめ、大阪市営地下鉄駅構内の店舗には「エキファミ」の愛称が付けられていた。大阪市交通局との契約終了に伴い閉鎖、現在は同じ場所にローソンが開店している。
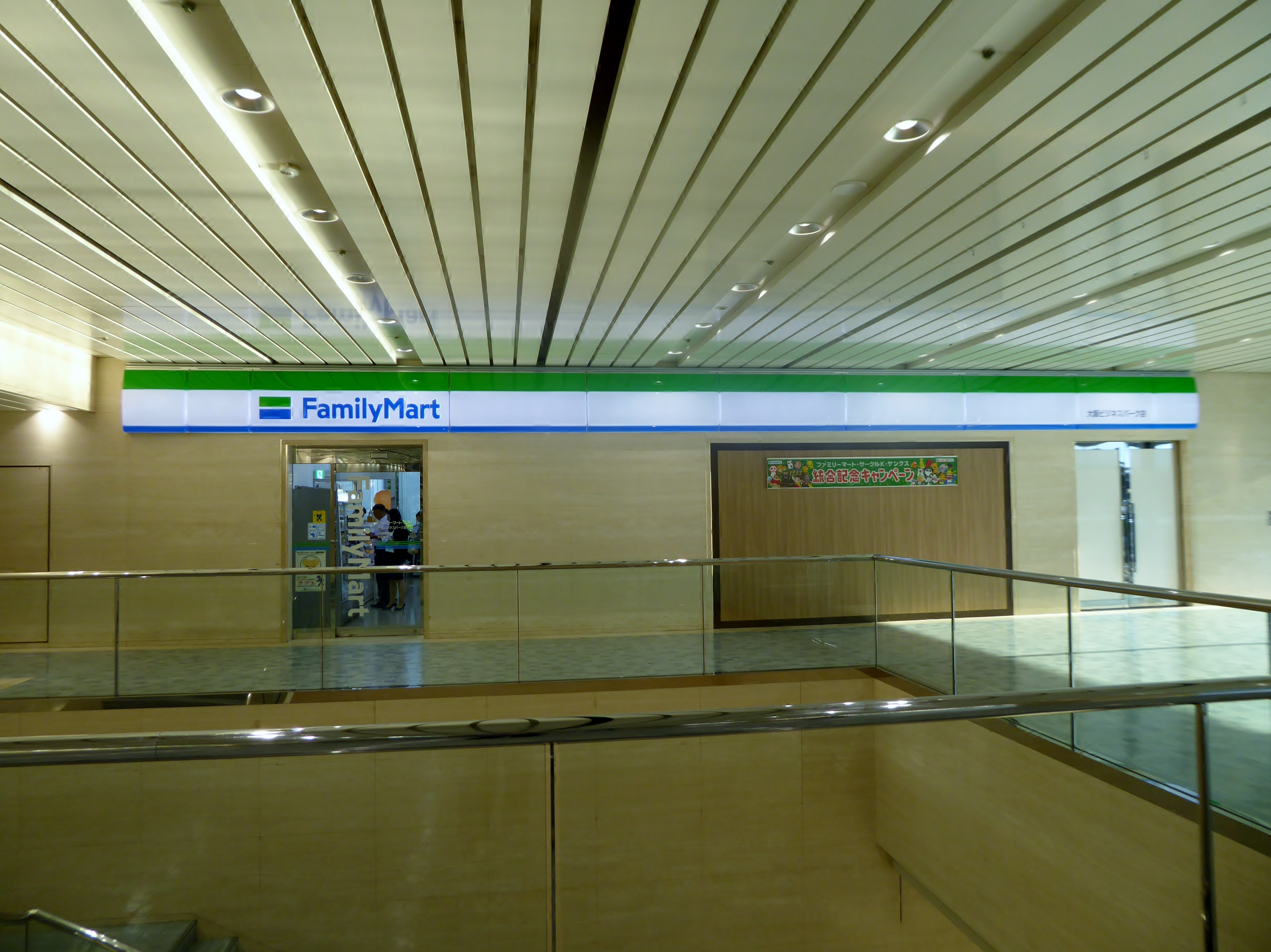
大阪ビジネスパーク店 （旧サンクスから転換した店舗）
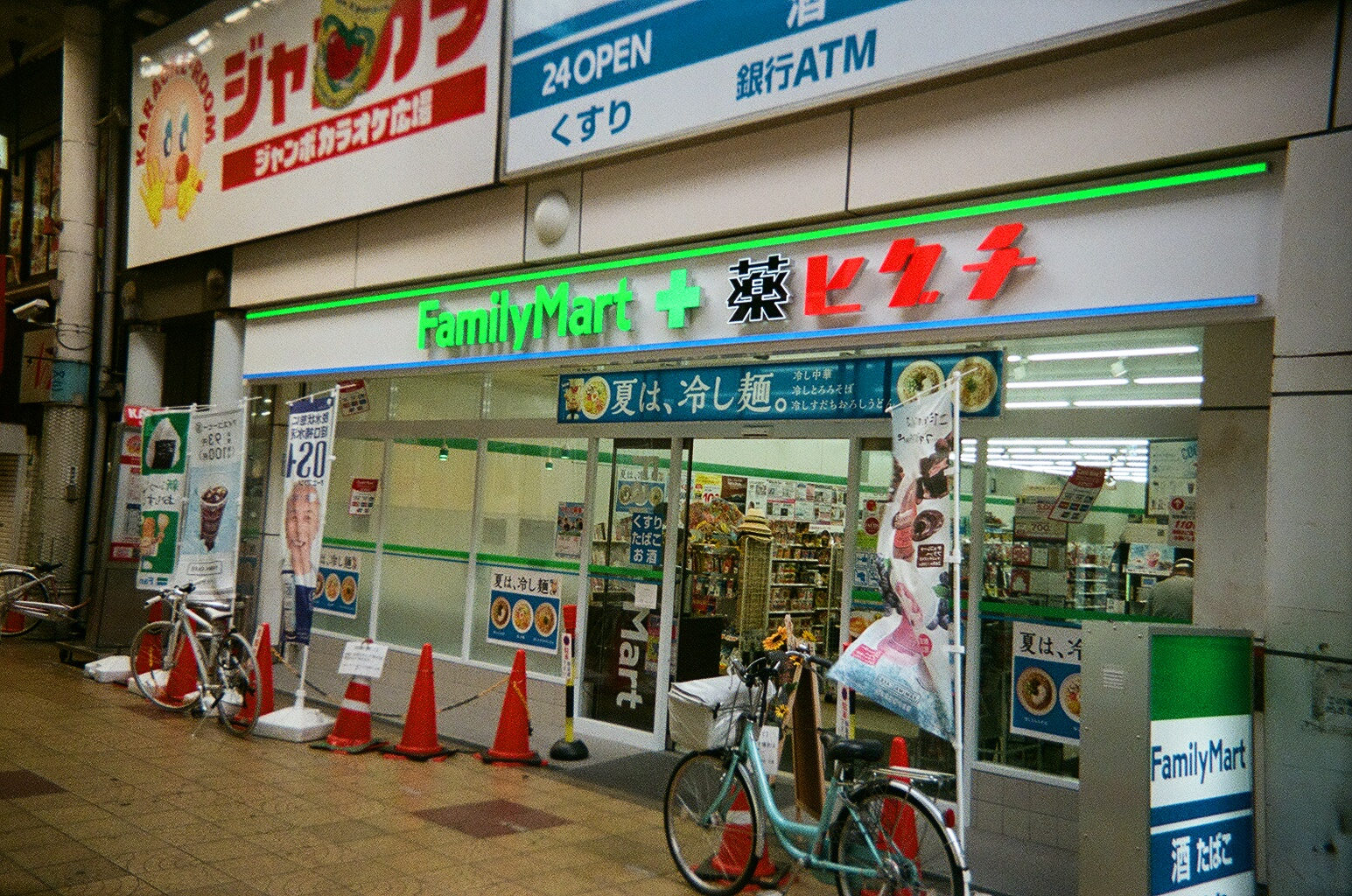
薬ヒグチ京橋店（大阪市都島区） ファミリーマート+薬ヒグチ業態
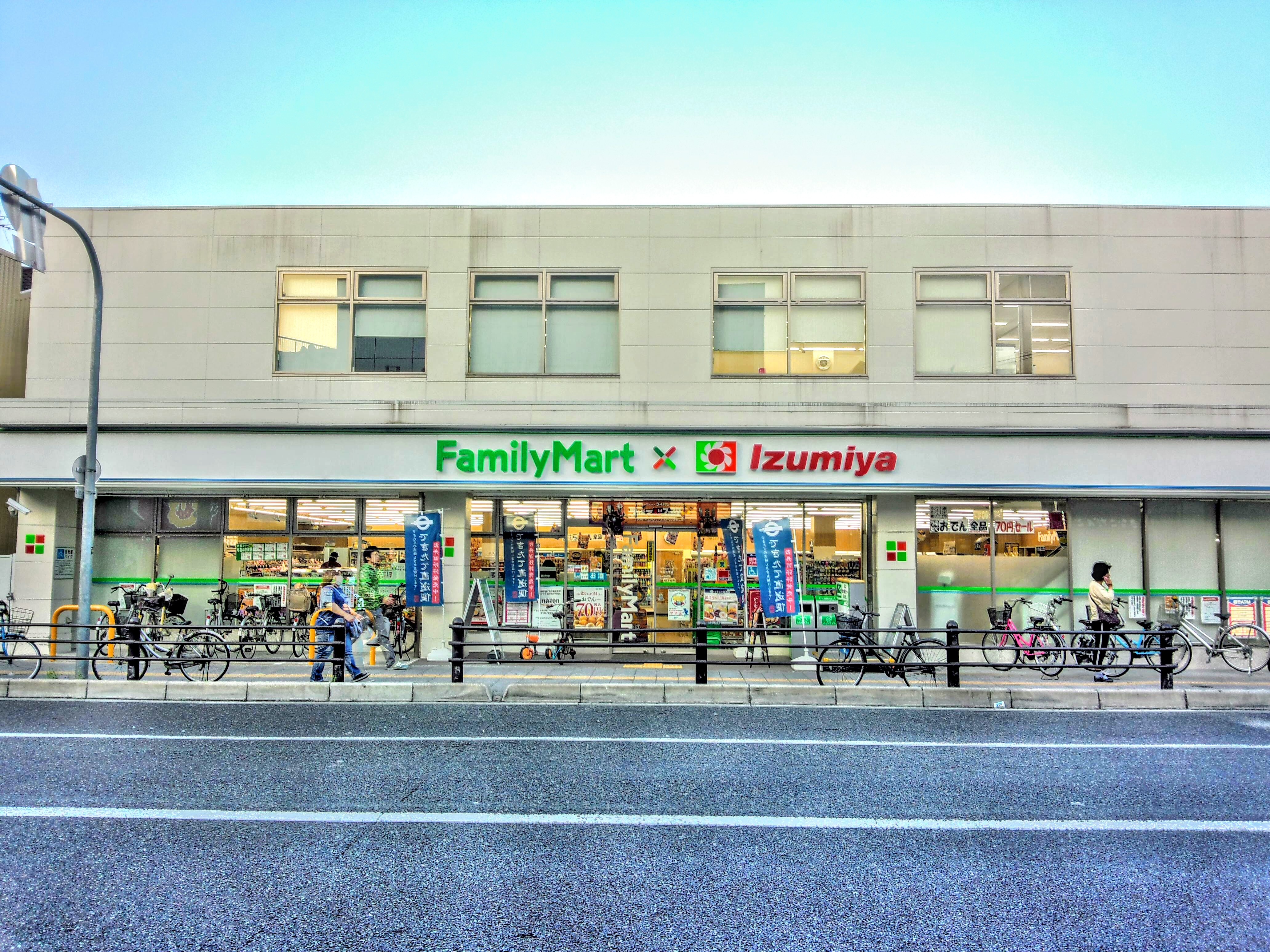
寺田町東店（大阪市天王寺区） ファミリーマート×イズミヤ業態
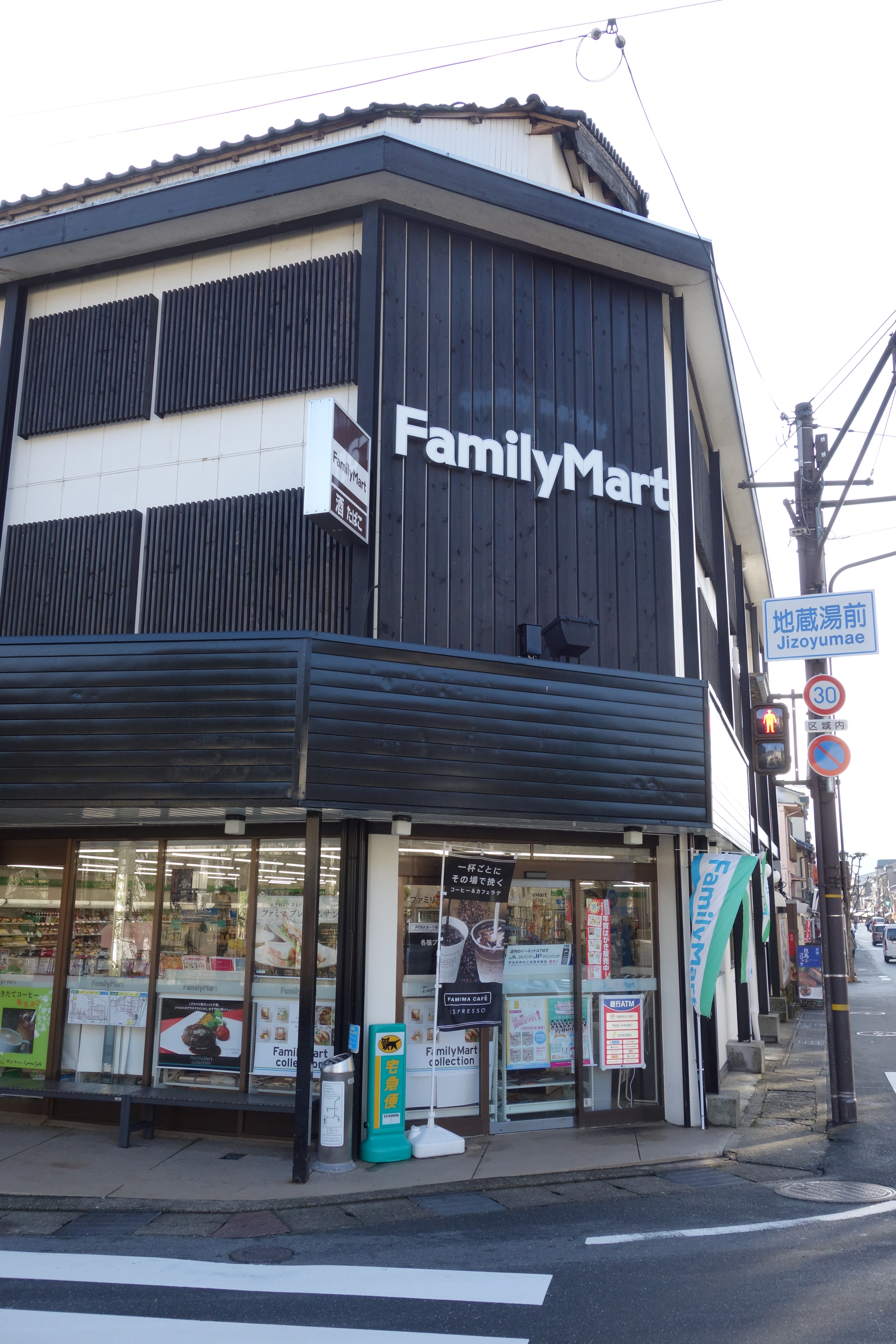
城崎温泉店（兵庫県豊岡市） 景観に配慮した店舗。
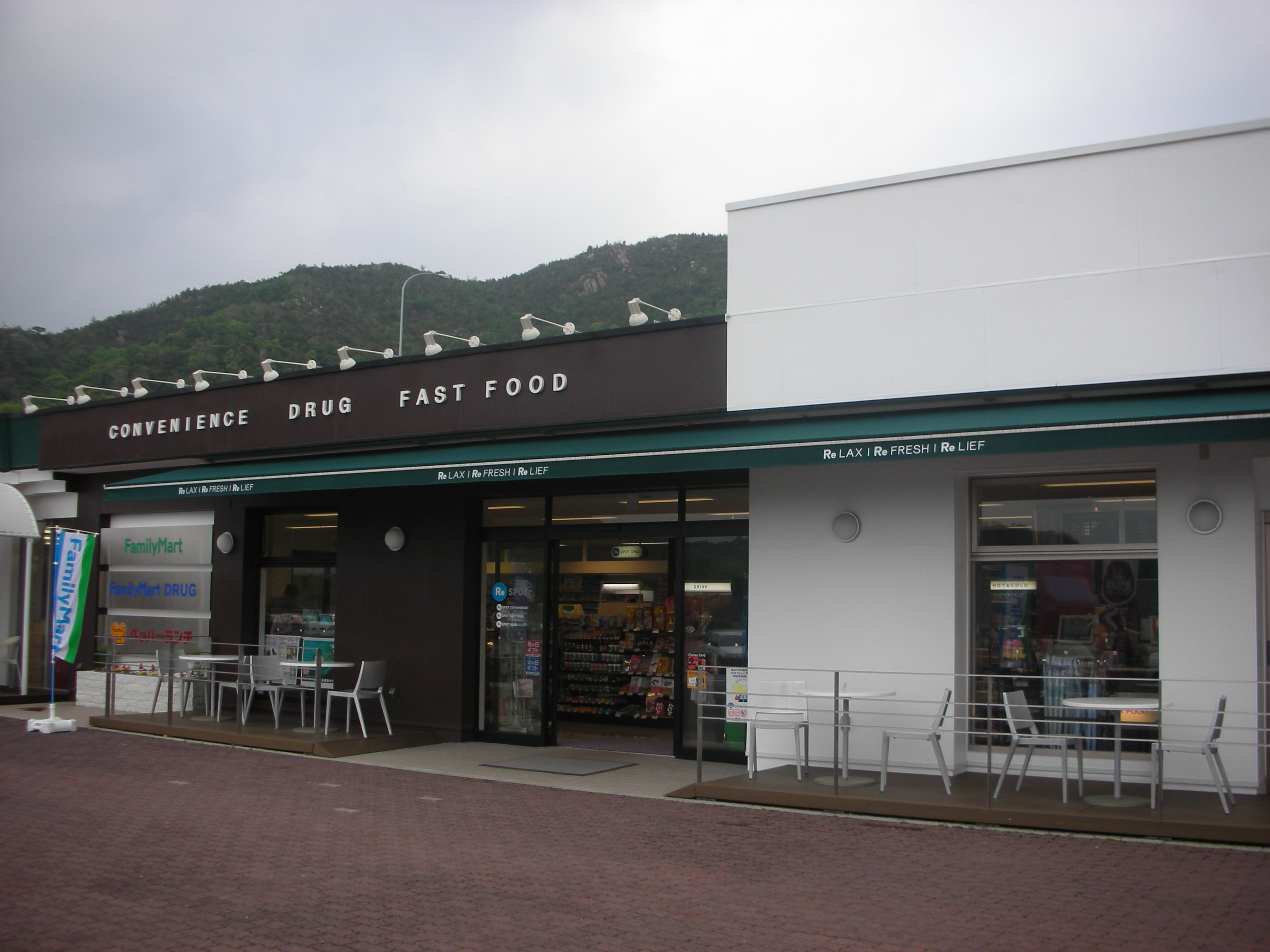
（旧）Re SPOT 佐波川SA店（山口県防府市） NEXCOとの契約終了に伴い、現在はセブンイレブンにリブランド済。
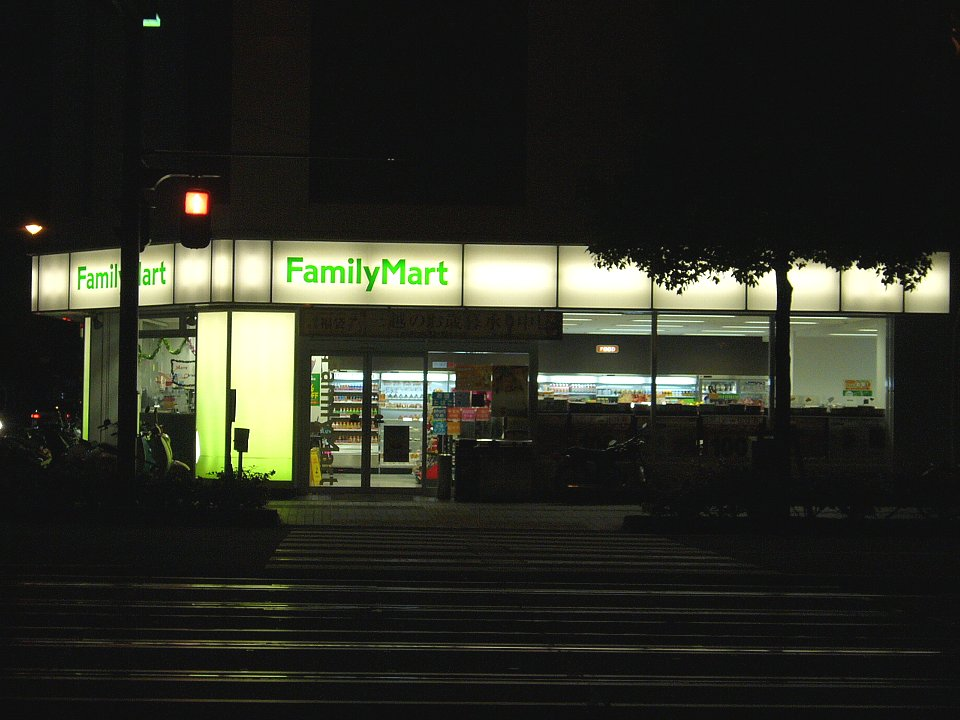
愛媛県庁前店（愛媛県松山市） 景観に配慮した店舗。
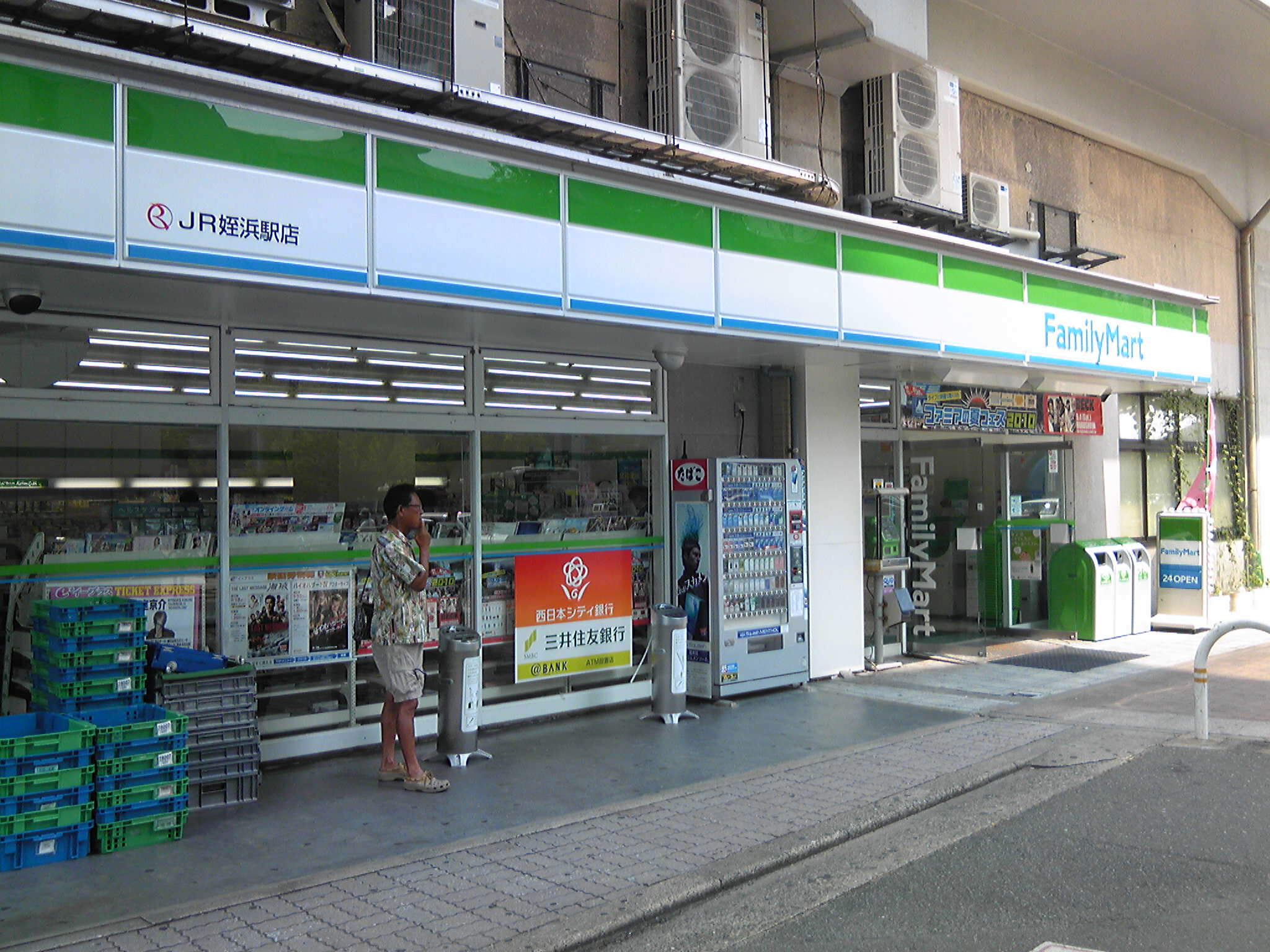
JR姪浜駅店（福岡市西区） JR九州リテールが運営しており、同社のロゴも併記されている。元々は生活列車→am/pm。
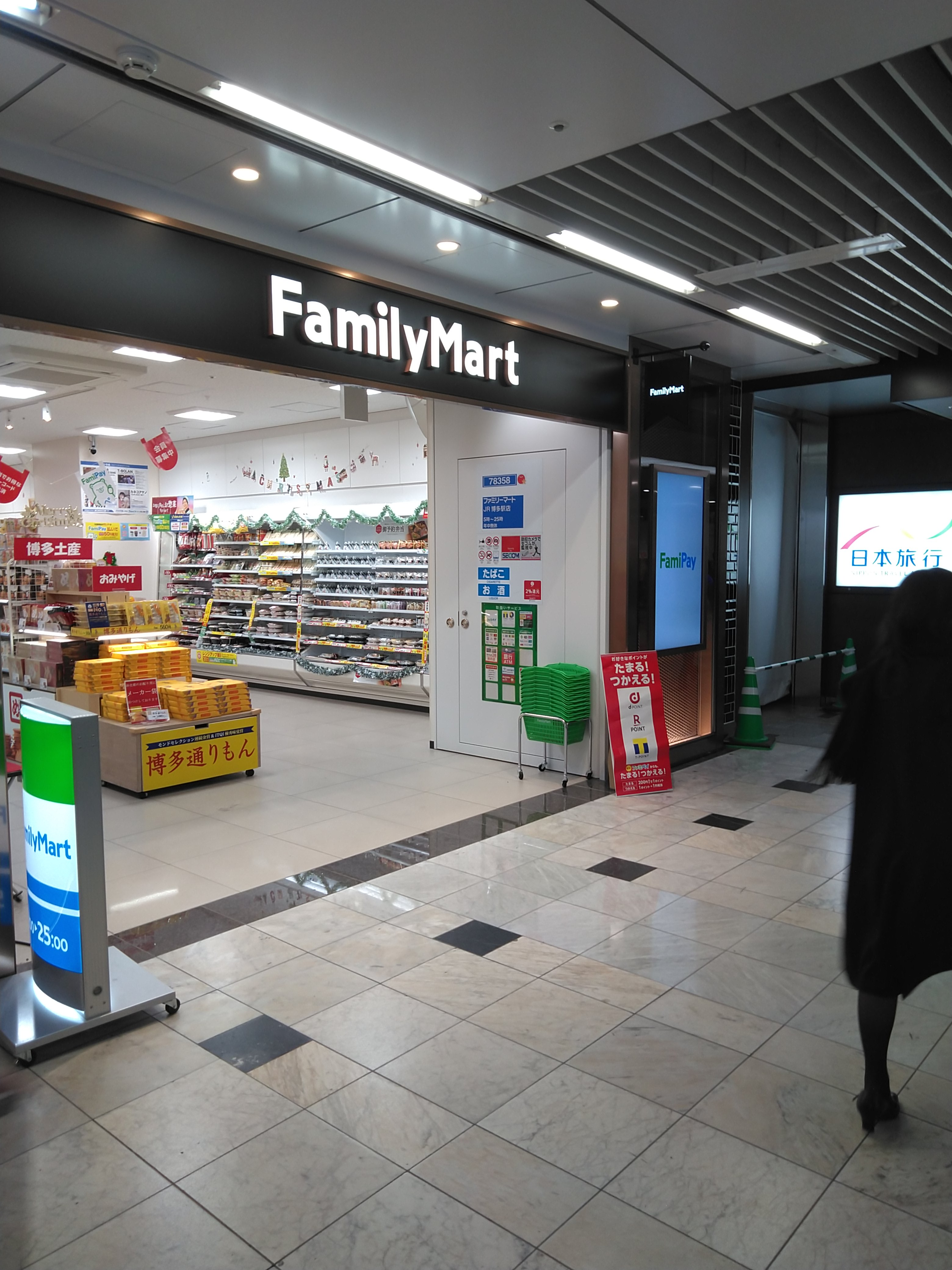
JR博多駅店（福岡市博多区） 駅構内にあるビッグキヨスク型店舗。
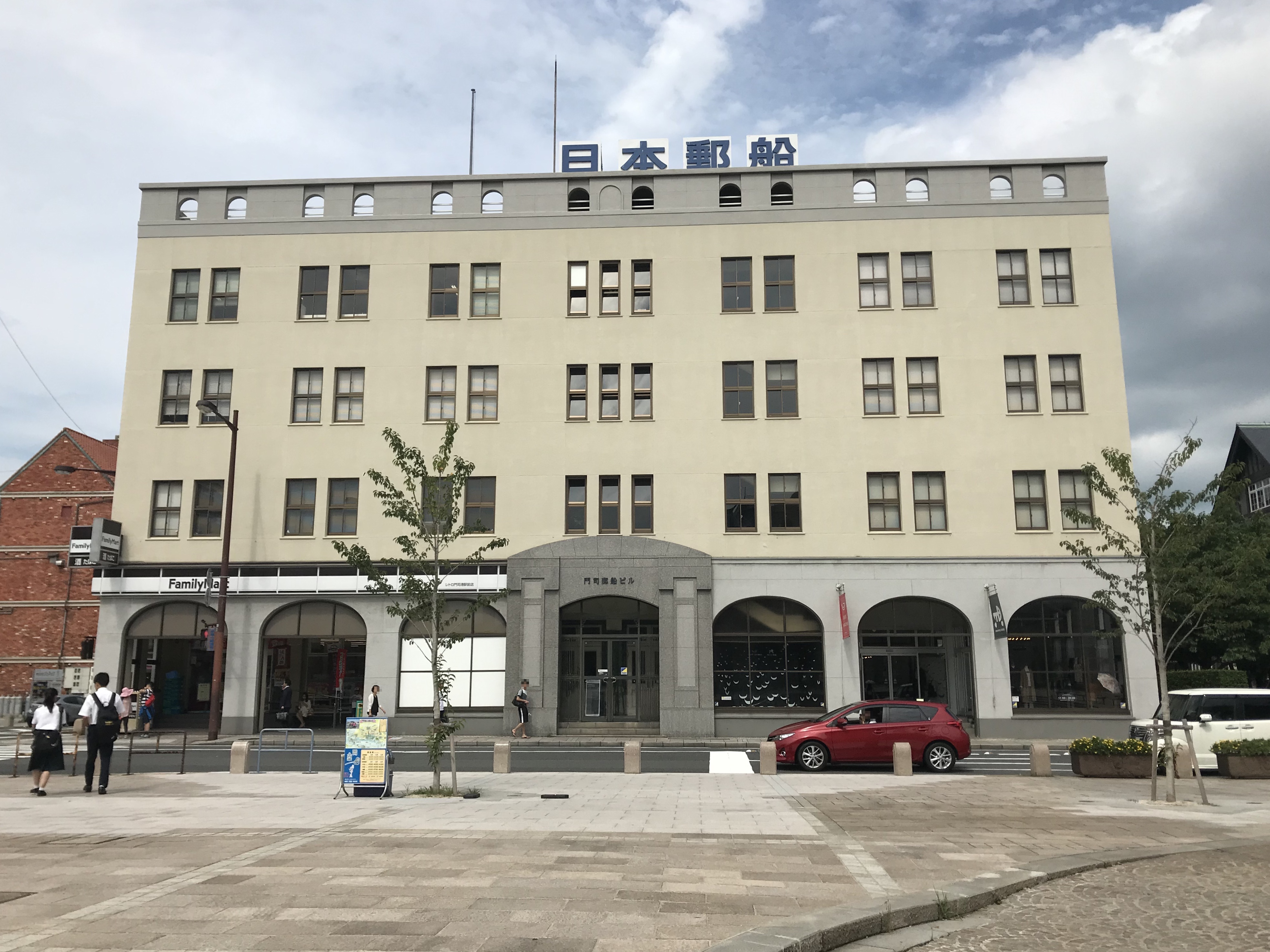
（旧）レトロ門司港駅前店（北九州市門司区） （左下、景観配慮店）2022年4月22日をもって閉店
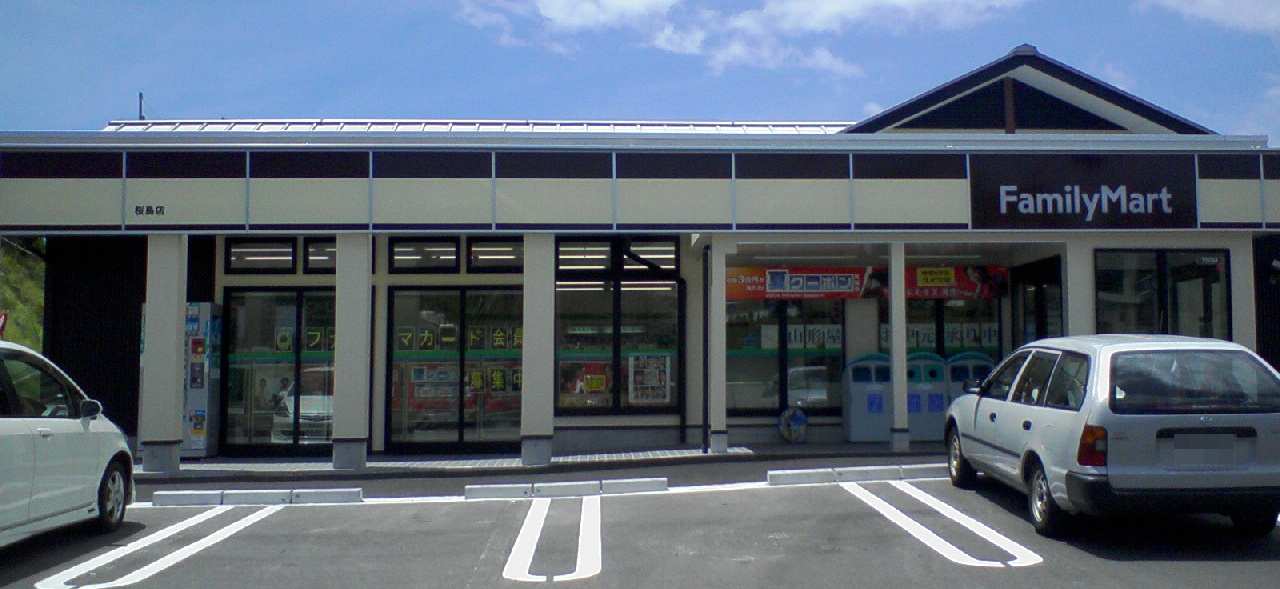
桜島店（鹿児島県鹿児島市） （景観配慮店）
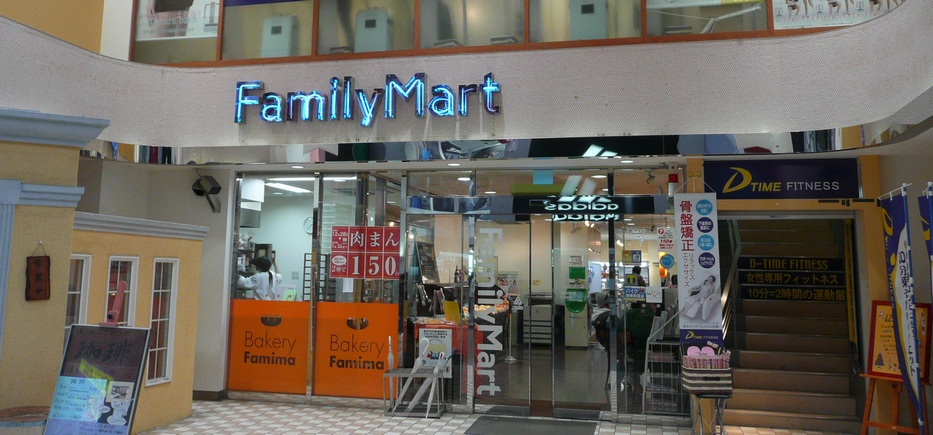
（旧）天文館通り店（鹿児島市） （Bakery Famima）
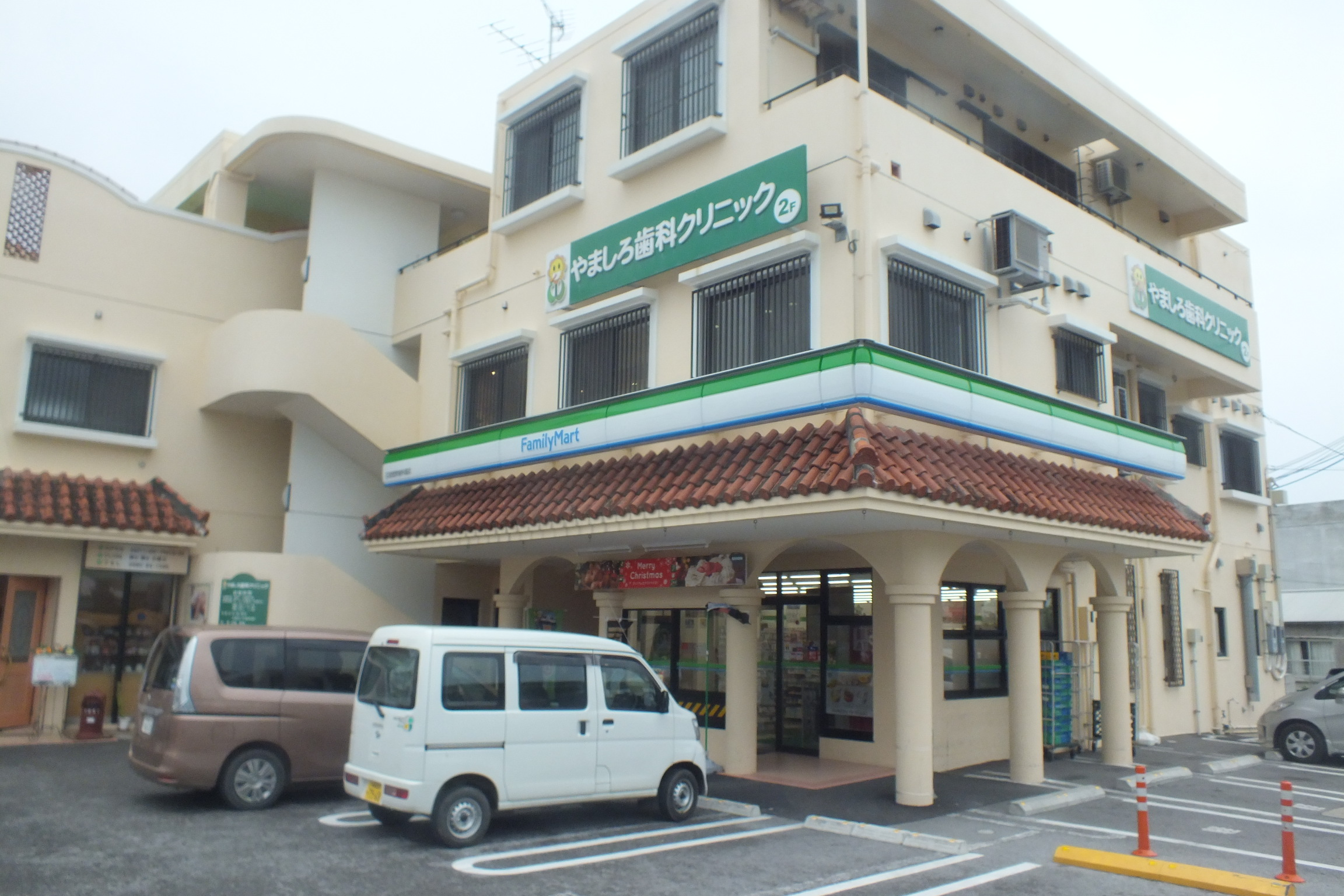
石垣登野城仲道店（沖縄県石垣市） 沖縄らしく赤瓦を使ったテナントに入居する店舗。
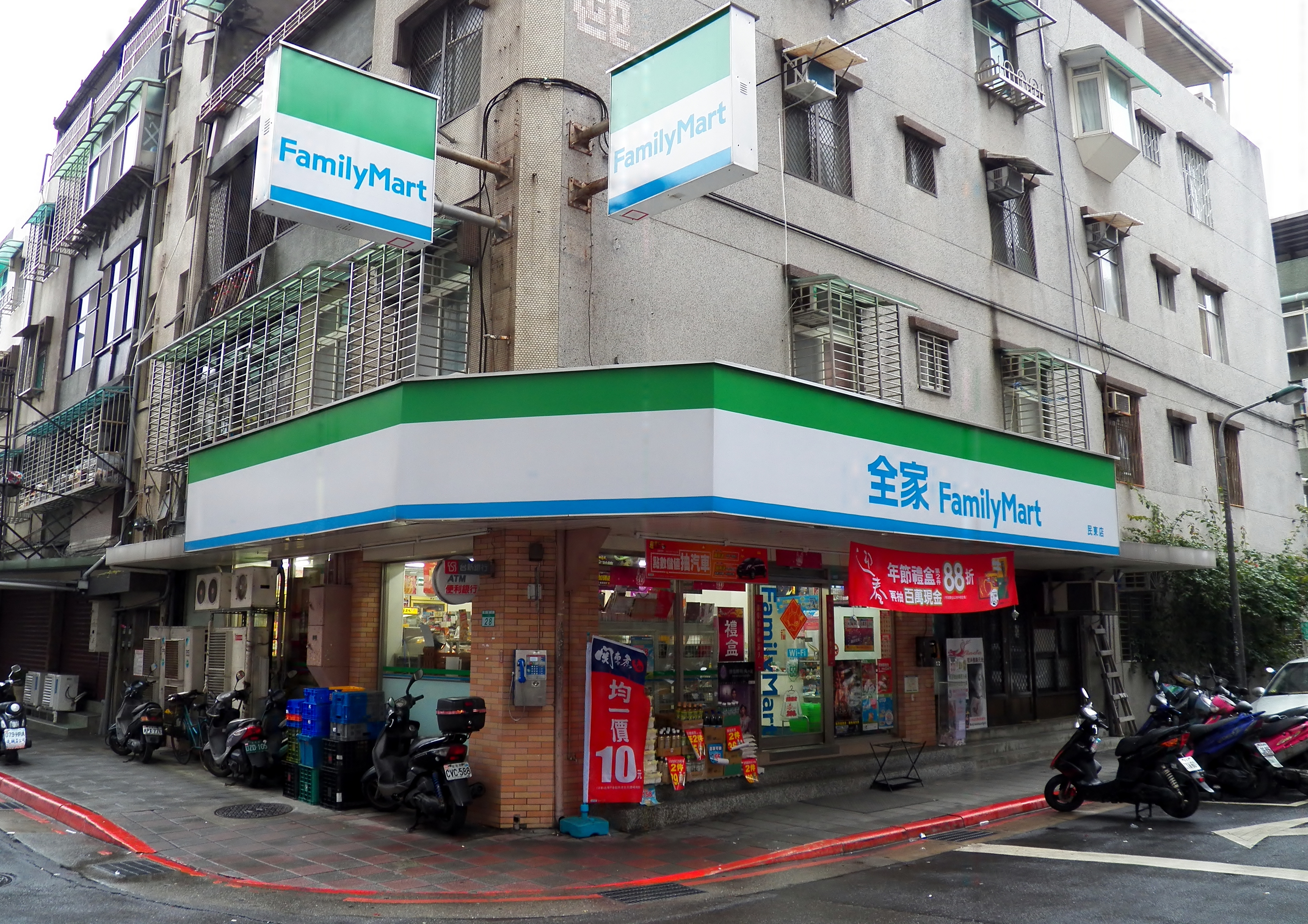
全家便利商店 民東店 （中華民国（台湾）台北市松山区） 現地での一般的な店舗。
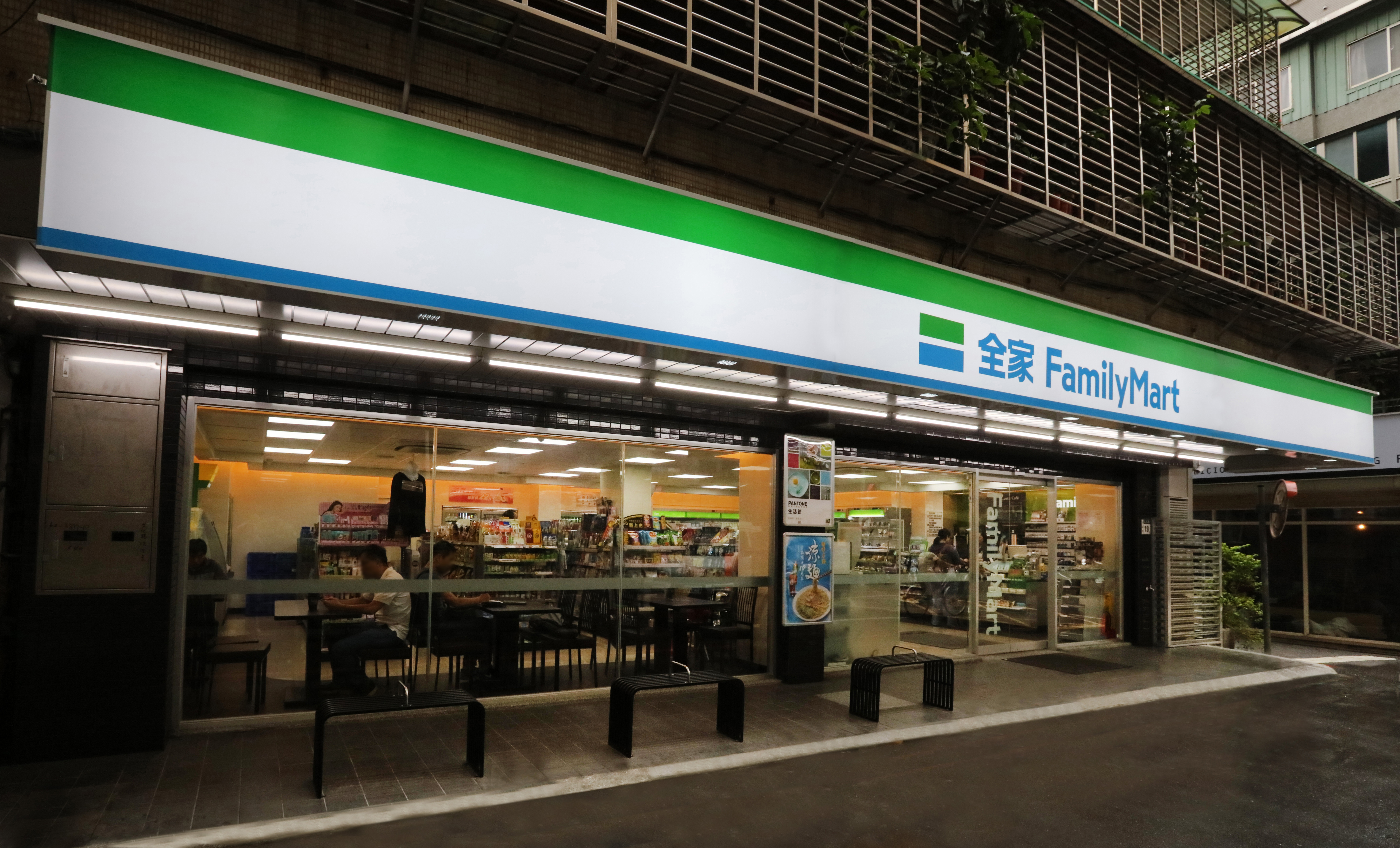
全家便利商店 新店新文強店 （中華民国（台湾）新北市新店区） 日本のUFHDの統合に合わせて店舗ロゴが新しいものになっている。
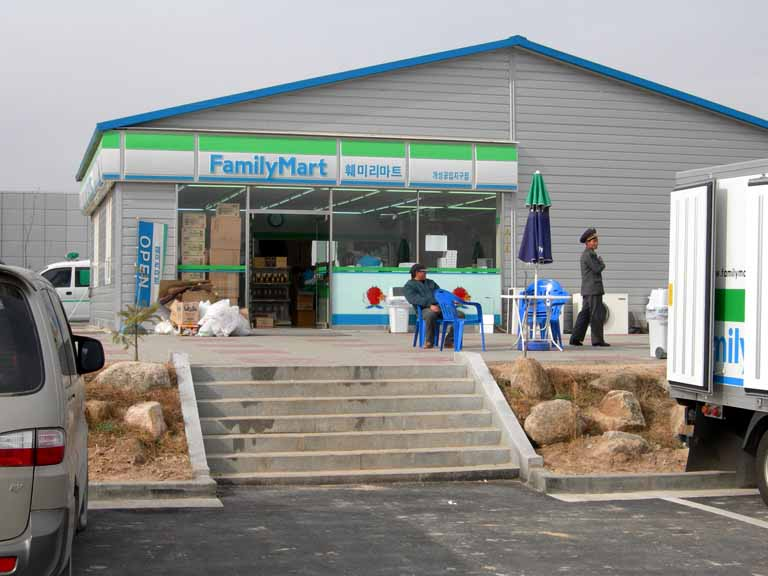
北朝鮮（朝鮮民主主義人民共和国）の開城市郊外の開城工業地区の店舗。2012年以降はCUだったが現在は休業している。

## 海外の店舗
日本国外では後述する韓国を除くと、台湾の3,056店舗（現地法人の全家便利商店股份有限公司が運営）が最も多い。他の進出先はタイ・中華人民共和国・ベトナム・マレーシア・インドネシア・フィリピンである。

### 韓国
韓国については、現地法人の普光ファミリーマートが運営を行い7,267店舗を展開していたが、2012年7月末でライセンス契約を解消し、社名を「BGFリテール」、ブランド名を「CU」（CVS for YOU（＝U）の略）と改めた。2014年3月、24時間営業などに対する規制等を理由に、同年5月をめどに保有するBGFリテール株式を全て売却し韓国から撤退すると発表した。しかし、韓国市場は有望であり、再進出もあり得るとしている。なお、撤退から3年間は、同社との間で他社がファミリーマートというブランドを使用できない契約を締結している。
かつて韓国には「ファニーマート（Funny Mart）」という名前の模倣店が存在していたが、ファミリーマートとは一切の関係はない。
また朝鮮民主主義人民共和国内にも、開城工業団地店と金剛山店を運営していたが、金剛山観光の中断、開城工業団地の閉鎖に伴い、CUとなった休店状態にある。

### 台湾
台湾の企業「国産汽車股份有限公司」をパートナーとして、「全家便利商店股份有限会社」を1988年8月18日に設立、同年12月に台北駅前に第1号店である館前店をオープンさせた。2018年1月時点で3,165店舗を展開している。

### 中国
2004年に上海に進出。その後、広州市・蘇州市・杭州市などにも展開している。2017年1月現在、1,800店舗を展開している。